# ひぐらしのなく頃にの登場人物
ひぐらしのなく頃にの登場人物では、同人サークルである07th Expansionによって製作された同人ゲーム『ひぐらしのなく頃に』および、それを原作としたテレビアニメ・漫画・ドラマCD・映画・テレビドラマ作品の登場人物について述べる。
声の項は特記がない限りドラマCD・アニメ・PS2版「祭」・DS版「絆」・ひぐらしデイブレイクにおいて共通の担当声優である（ただし収録スケジュールの関係などから、メディアによって一部声優が異なるキャラクターがいる）。また演の項の担当俳優は特記がない限り実写映画版 / テレビドラマ版の順に記載する。
以下の登場人物の多くは詳細な年齢が明らかにされておらず、特に「部活メンバー」に関しては、メディアによって彼らの年齢・学年についての扱いが異なる場合がある。

## 部活メンバー（主人公達）
前原 圭一（まえばら けいいち)
声 - 保志総一朗
演 - 前田公輝 / 稲葉友
誕生日 - 昭和44年4月13日 / 血液型 - O型
昭和58年5月に東京から引っ越してきた少年。頭の回転が速く、口先がうまい。
出題編3作（「鬼隠し編」・「綿流し編」・「祟殺し編」）およびPS2版「祭」・DS版「絆」の主人公。

竜宮 レナ（りゅうぐう レナ）
声 - 中原麻衣
演 - 松山愛里 / 加藤美南
誕生日 - 昭和44年7月28日 / 血液型 - O型
圭一の同級生。本名は「礼奈（れいな）」だが、「レナ」を名乗る。一度雛見沢の外に出たが、戻ってきた。
「鬼隠し編」のヒロインであり、「罪滅し編」の主人公でもある。表紙に描かれることが多く、パッケージイラストで鉈を持っている。

園崎 魅音（そのざき みおん）
声 - 雪野五月（現・ゆきのさつき） / 小市眞琴（ひぐらしのなく頃に奉〈雛見沢停留所〉）
演 - 飛鳥凛（映画） / 中井りか（テレビドラマ） / 小市眞琴（舞台「雛見沢停留所」）
誕生日 - 昭和43年7月10日 / 血液型 - B型
雛見沢分校の最上級生で、クラス委員長と部活の部長を務める。園崎詩音の双子の姉。村の名家「園崎家」の跡取り。
「綿流し編」および外伝作品「宵越し編」のヒロイン。

北条 沙都子（ほうじょう さとこ）
声 - かないみか
演 - 小野恵令奈 / 清司麗菜
誕生日 - 昭和46年6月24日 / 血液型 - O型
圭一の下級生。活発な女の子。梨花の親友。
「祟殺し編」のヒロインであり、また、アニメ「解」の「厄醒し編」、「業」の「郷壊し編」、「卒」全編の主人公である。

古手 梨花（ふるで りか）
声 - 田村ゆかり / 青木志貴（ひぐらしのなく頃に奉〈雛見沢停留所〉）
演 - あいか（映画） / 本間日陽（テレビドラマ） / 青木志貴（舞台「雛見沢停留所」）
誕生日 - 昭和46年8月21日 / 血液型 - A型
圭一の下級生。年不相応に大人びた女の子。沙都子の親友。「オヤシロ様」を祀る神官一族の娘。
「暇潰し編」のヒロインにして「皆殺し編」「祭囃し編」の主人公。コンシューマ版の最終章「澪尽し編」の主人公でもある。

園崎 詩音（そのざき しおん）
声 - 雪野五月（現・ゆきのさつき）
演 - 中井りか（テレビドラマ）
誕生日 - 昭和43年7月10日 / 血液型 - B型
市の学校に通っており、時おり雛見沢にやって来る。園崎魅音の双子の妹。
「目明し編」および外伝作品「現壊し編」の主人公。

羽入（はにゅう）
声 - 堀江由衣
演 - かおりかりん（舞台「雛見沢停留所」）
誕生日‐ 8月1日
「皆殺し編」から登場した主要人物であり、「祭囃し編」の後半の主人公。
この物語のキーパーソンである。

## その他・事件に関わる者たち
大石 蔵人（おおいし くらうど）
声 - 茶風林
演 - 杉本哲太（映画第1作） / 大杉漣（映画『誓』） / 鶴田忍（テレビドラマ）
誕生日 - 11月15日 / 血液型 - O型
岐阜県警興宮警察署に勤務する刑事。
幾重もの経験に裏付けられた自信と知識、老獪さで立ち回る、徹底的な叩き上げのベテラン。定年間近の年齢だが、柔道で鍛えられた腕力や握力はかなりのもので、彼に一掴みされると大抵の者は身動きができなくなる。非常にもったいぶった話し方や、粘着質なしつこさは聞く者に不快感を与える。
毎年雛見沢で起こる連続怪死事件を、一つの意思（園崎家）に基づいた連続殺人事件と見ており、連続怪死事件の最初の被害者が親しい人物であったため、1年後に迫った定年退職までに事件を解決させようと執念を燃やす。だが、接触した人物が必ず鬼隠しにあうため、村人からは「オヤシロ様の使い」と呼ばれており、捜査手法がかなり強引であるためにしつこく事件を調べる彼を疎ましく思う村人は多い。事件の証拠に繋がる人物や、利用価値がある人間に対しては　柔らかい物腰で対応する。
実は本人が意図せずして接触した人物の疑心暗鬼を煽り（園崎家、特に当主・お魎と当主代行・魅音を敵視している彼は、有益な情報を持っていると目した人間に彼女らに関するネガティブな情報を吹き込み、自分の側に引き入れようと画策することが多い）、結果として事件を起こさせてしまう役回りを担っている。部活メンバーと接触する際、ほとんどの可能性では事件後に接触するため、疑心暗鬼を与える存在としてあまりいい印象を与えないが、事件が起きる前に接触すると味方寄りになる。
出題編発表当時は、各編で敵味方の立場がはっきり分かれる人物と表現されてきた。だが実際は連続怪死事件の犯人逮捕のために手段を選ばず行動しているにすぎない。圭一たちを犯人への囮として平然と利用し（鬼隠し編・綿流し編・目明し編・罪滅し編・鬼騙し編）、捜査を妨害するなら容赦しない（祟殺し編・祟騙し編）、疑心暗鬼に囚われみずからが凶行を起こす（祟騙し編・祟明し編）が、犯人側に狙われているとなったら躊躇なく人員を投入して護衛し（罪滅し編・皆殺し編）、自ら上司と対立してでも犯人側と戦って事件解決のために行動する（祭囃し編）。
事件を離れれば人情味溢れる警官といってもよく、「皆殺し編」および「祟騙し編」では署長の強制排除命令に逆らって圭一の市役所側との交渉を支援し、いちはやく沙都子救出のために手を回して見せた。駆け出しのころ融通の利かない警官であったのを「おやっさん」（一年目の被害者）に諌められたのが、その人格形成に影響している。このように被害者が人生の師であったことが犯人逮捕に執念を燃やした背景でもある（祭囃し編）。また、事件の関係者や共に捜査を行った熊谷勝也など深い関わりのある人間の多くが非業の最期を遂げる中、自分だけが生き残ってしまっていることを激しく悔やんでいた。
同じく興宮署に勤務する老年の鑑識の男性職員（名前は不明）から「悪タレ時代を思い出してみろ」などと言われていることから、若いころにはそれなりのやんちゃだったことがうかがえる。ヘビースモーカー。よく仲間内で麻雀をしており、実戦に使えるレベルではないもののツバメ返しができるほどの腕前である。夜遊びと酒にも強く、バニー萌えであるという一面もある。
外伝である「鬼曝し編」では、ガス災害以降に相次いで発生する怪事件の一つを担当することになり、赤坂と共同で捜査に当たる。
「鬼隠し編」おまけミニゲーム中にて初めてクラウドの名を名乗り圭一、富竹と「れなぱん」攻略のために魂の兄弟（ソウルブラザー）であることを誓い、雛見沢クールボーイズを結成する。その後この設定は目的を主にエロスや萌えに変え、本編お疲れ様会や二次創作他で多用されている。
赤坂 衛（あかさか まもる）
声 - 子安武人（ドラマCD・デイブレイク・雀） / 小野大輔（アニメ以降）
誕生日 - 8月3日 / 血液型 - A型
「暇潰し編」の主人公で、警視庁公安部に所属する刑事。階級は警部（アニメ第1作の公式ホームページでは何故か警察ではなく公安調査庁の新米調査官 との記述されているが、警視庁警察官として警視庁本庁舎での勤務シーンが存在する）。
冷静沈着で紳士的な性格だが、真面目で正義感が強く、静かに燃える熱血漢である。建設大臣の孫の誘拐事件の捜査のため雛見沢を訪れ、大石と梨花に出会う。愛妻家で同僚たちの間では熱愛夫婦として有名で、妻の雪絵は「暇潰し編」の時点（昭和53年）で出産を目前にしている。
入庁試験、警察学校では抜群の成績で常に首席を争っていたエリート（大石によれば「高学歴」）。しかし「暇潰し編」時点ではまだ経験不足を否めず、大石に村に来た理由を見抜かれたり、誘拐犯人グループの制圧戦でも苦戦するなどしている。
学生時代は麻雀にはまっており、都内、特に高田馬場を中心に高レートの雀荘に出入りする、「馬場の衛」の異名で知られた雀士だった。しかしレートを上げすぎて各地で出入り禁止になった上、当時交際中だった雪絵にこってりしぼられたため、現在は足を洗っている。とはいえその実力は衰えておらず、今でもプロ級の実力を誇る。
「暇潰し編」で語られたように、多くの世界において雛見沢村に来ることにより自分もしくは雪絵の死を迎える運命にある。
梨花はそれを救うための助言をする代わりに、自分の未来における死の運命を変えてくれることを懇願する。これには全ての世界で答えることができず、梨花が無残な死を遂げた時、彼女の願いに初めて気付き、「彼女を救えるのは自分だけだった」と繰り返し後悔することになる。
「皆殺し編」では、温泉旅行の道中に雛見沢へ立ち寄り、昭和58年6月に初めて梨花の前へ姿を見せる。だが、この時は期待に反して何ら活躍することなく、すぐに雪絵と旅立ってしまった。これは、昭和53年に梨花の助言で東京へとんぼがえりしていて、雪絵が救われる代わりに梨花の懇願を聞く機会がなくなってしまったことによる。その結果「赤坂は肝心な時にいなくて使えないのです」と梨花に言われてしまい、「祭囃し編」で活躍をするまで、「温泉」という不名誉（?）なあだ名を頂戴してネタキャラ扱いされるハメにもなった。竜騎士07によると、これは「ある一人のヒーローの存在がこの物語を解決できるわけではないという比喩」であり、「コミュニケーション・団結でしか打ち勝てないというこの物語の価値観とは矛盾するため、一人の英雄が助けてくれるという赤坂の存在は否定した」演出である。だが、「温泉！」「温泉！」と連呼されたネットでの反応を哀れに思い（蔵出し編）、結局は「祭囃し編で挽回させてやろうと、かっこいいシーンこれでもか、これでもかと出す」ことになったという（ひぐらしのなく頃に祭　公式コンプリートガイド）。
「祭囃し編」では、再び昭和58年6月の雛見沢にやってくる。旅行のついでに会いにきただけだった「皆殺し編」と違い、梨花を死の運命から救うためである（雪絵が助かる経緯が異なり、梨花の懇願も聞いている）。
この「祭囃し編」においては、昭和53年の事件以降に数多の修羅場を潜り抜けることで積んだ経験と、数多の世界で梨花と雪絵を助けられなかった後悔に「気付いた」ことが合わさって、その格闘能力は達人の域に達している。空手という枠にとらわれないダイナミックかつ実戦的な技の数々に加え、素手で車のフレームを歪ませ、その衝撃で反対の窓を突き破るほどの威力は、「徹甲弾並の破壊力」と恐れられているという（この「徹甲弾」は、公式キャラクターソングでも採用）。この格闘能力により、山狗の隊員を複数同時に相手をしても軽くあしらい、隊長である小此木をも五年越しの再戦において見事一蹴するという活躍を見せた。その際に赤坂が梨花に最も伝えたかった言葉として「梨花ちゃん…君を助けに来た!!」と言い放った。「澪尽し偏」では裏方に徹し、行方不明になった冨竹に代わって「東京」の背後を探る。鷹野の終末作戦発動時にはH173-2を乗せたヘリの離陸を間一髪で阻止した。なお、暴走癖があるようで、山狗部隊とのカーチェイス時は普段からは考えられないほどハイテンションになって大石をあきれさせていた。
「鬼曝し編」の後日談ではオヤシロ様の祟りを追っているときに偶然暁と再会する。
外伝である「鬼曝し編」では各地で発生する怪事件の捜査に当たり、なぜか人の注文を頼む時はオレンジジュースとホットケーキを頼もうとする。ビジュアルはこの作品にて初出。
「暇潰し編」以外では30代後半に入っているにもかかわらず、非常に若々しい外見を保っている。これは、彼が30代後半であることを「鬼曝し編」作画担当の鬼頭えんが知らずに若くデザインしすぎたところ、打ち合わせで竜騎士07が「問題ありません。いい男は老けませんから」と了承したためであると「鬼曝し編」第1巻で描かれている。しかし、DS版「絆」の第2巻では「祭」と比べて微妙に立ち絵が変化し、少々年季の入った見た目となっている。
富竹 ジロウ（とみたけ ジロウ）
声 - 大川透
演 - 谷口賢志 / 石垣佑磨
誕生日 - 9月14日 / 血液型 - B型
ダム戦争の少し前から、季節毎に東京から雛見沢を訪れ、一週間ほど滞在するフリーのカメラマン。
筋骨隆々たる体格で、折り畳み自転車を愛用しており、緑の帽子をかぶり常時カメラを持ち歩く。本人によると、野鳥と風景の撮影を専門にしているらしい。綿流しの祭りの際には必ず雛見沢を恋人の三四と訪れており、祭りや村の様子を撮影している。雛見沢を訪れた数は既にかなりになるため、その顔と名前は村人に広く知られており、爽やかな性格ゆえ評判も悪くない。ただし、「富竹ジロウ」はカメラマンとしてのペンネームで、本名は不明。国鉄総武線の沿線に住んでいると思われるが、それ以上のことは何も分かっていない。
組織「東京」の連絡員であり、階級は二等陸尉。隊内の会合の席でも「富竹」を名乗っているので、少なくとも苗字は本名と思われる。雛見沢に定期的に報告を聞きに来ている。
『暇潰し編』で梨花が赤坂のことを「富竹二号」と呼んでいたことから、少なくともダム計画の凍結以前から雛見沢を訪れている。事故で目に怪我を負い事務方に移る前は、自衛隊の不正規戦部隊の射撃教官だったため、銃の扱いは非常に手馴れている。現在でも高速走行中の車両からの精密射撃も難なくこなす。鷹野に惹かれており、何かと孤独になりがちな彼女の力になりたいと考えている。特殊部隊「番犬」を呼ぶことができる。
綿流し祭の時に連続怪死事件の5年目の被害者として、毎回鷹野三四と同じ日に殺されることで有名。綿流し祭の時に祭具殿に無断で立ち入り、オヤシロ様の祟りで殺されたと言われているが、実際は鷹野三四によって雛見沢症候群を増幅させられて殺されている。よって常に（ほぼ）同じ日時、同じ死因で死んでしまうために、「祟殺し編」のお疲れ様会にて「時報」という不名誉（?）なあだ名を頂戴するハメになった。このことから上記述と合わせてネタキャラとして定着してしまい、「羞晒し編」では、胸板でスタングレネードを防ぐというとんでもないシーンもある。
年上ながら部活メンバーに友人として迎えられるなど、さわやかで人好きのする性格だが、女性に対してはうぶな面があり、そこを鷹野につけこまれ彼女の思惑に利用される。そのため多くの世界で無残な最期を遂げるが、「祭囃し編」では生き延び、実は鷹野自身「雛見沢症候群」の罹患者であると看破、その症状を指摘して鷹野を保護、全てを失った彼女の最終的な救い主となる。
とある事情で入江に「リサさん」とあだ名を付けられる。また、「祭囃し編」で山狗の包囲突破を試みた際に自らの突進を「暴走機関車」に例えた。
「鬼隠し編」おまけミニゲーム中にて初めてトミーの名を名乗る（詳細は大石の記述参照）。「ひぐらしデイブレイク」で登場した富竹フラッシュという技が有名で、公式キャラクターソングにも採用された。また、昼壊し編にてナース服萌えという設定が追加されている。純朴で人懐っこいキャラクターから、ネット上では周囲の空気を読めていないギャグキャラクターとして扱われることが多い。
原作の立ち絵では変わった色のカメラを持った姿で描かれているが、これは竜騎士07が「沢登りをしても耐えられるような頑丈で防水のカメラ」をイメージしたもの。
パチスロでも専用の「富竹フラッシュ」演出が存在する。このとき、富竹はカメラを手に持ち、バックにSLを背負って登場する。最終的にヒロイン格の4人の女子が写真に納まるとボーナス確定となる。
鷹野 三四（たかの みよ）
声 - 伊藤美紀
演 - 川原亜矢子 / 北原里英
誕生日 - 6月20日 / 血液型 - O型
入江診療所に勤める看護婦。ヘアースタイルは金髪のロングヘアー。
普段は知的で物腰柔らかいが、時に他人を見下したような態度をとり、ヒステリックな面ものぞかせる。「皆殺し編」ではこの性格が一挙に壊れるシーンがあり、レナのかぁいいモードに匹敵するほどのハイテンションになってしまう。
筋金入りのオカルトマニアで、一部の者にだけ知られているが、雛見沢の暗黒史や残酷な儀式に興味を持ち、民俗学的見地からそれを研究することをライフワークとしている。しかしその好奇心は、純粋な民俗学的見地からと言うよりは、猟奇趣味に基づくところが大きい。連続怪死事件についても様々な説を立てては、村の子供に聞かせている。
一方で野鳥観察、ぬいぐるみ集めなど至って普通の趣味も持つ。季節ごとに訪れる富竹と仲がいいことが知られており、富竹と一緒にいる時は、二人してカメラを持ち歩き、村の中をあちこち歩き回って撮影しているという。彼からは野鳥撮影のノウハウを教わっている。
医師免許を持っているが、自分の趣味でナース服を着用しているとのこと。
「祭囃し編」の主人公。本名は田無 美代子（たなし みよこ、声 - 大浦冬華）。
雛見沢大災害の実行者。目的のためなら手段を選ばないマッドサイエンティストで、命の恩人で祖父と慕った研究者・高野 一二三（たかの ひふみ）の研究課題、「雛見沢症候群」と「寄生虫」を受け継ぎ、後世まで研究が語り継がれる「神」になることで永遠の存在になろうとする狂気に取り付かれている。スクラップは、悟史が失踪する昭和57年以前から行っていたと思われる。
幼少時に両親が事故（原作と漫画版では鉄道事故だが、アニメ版ではバスの運転手の発作による交通事故に変更されている）に遭い死亡し、その後、監視や虐待が横行する劣悪な環境の施設に送られる。隙を見て施設を脱走した際、父の恩師・高野一二三の連絡先を思い出し助けを求め、一度は職員に見つかり連れ戻されたものの、助けを聞き施設を探しあてた一二三に引き取られ同居することになる。三四という名は一二三の後を受け継ぎ、その先を行くという意味合いを込めてつけた。この時点では「鷹野三四」ではなく、「高野三四」だったが、後に名字を「鷹野」に改名する。改名した理由は、高野姓を名乗ることで一二三の身内だと分かると「私情で研究を行っている」という印象を持たれ、研究費のスポンサーを得られなくなる可能性があったため。
羽入によると、強い意志を持つ者は運命を自らの願いによって変える力があるらしく、自分を救ってくれた一二三のため、研究を否定され救われることなく鬼籍に入ってしまった彼の無念を晴らそうとする鷹野の執念は凄まじく、皆殺し編までで舞台に上がった全員の力を合わせても彼女には及ばないというほどのものである。一二三の遺産である研究を受け継いだ鷹野は勉学に勤しみ日本最高の大学を首席で卒業、「東京」と小泉という政界に重きをなすスポンサーを得て、山狗という強力な工作部隊を擁する入江機関の最高権力者となり、（軍人ではなく、あくまで軍属でありながら）「三佐」待遇の兵権・指揮権と山狗の地域に浸透した諜報網、そして必要とあれば県警から日本政府に至るまでを動かすことができる絶大な権力を手中に収めた。ただし、正式な軍人ではなく軍事訓練を受けているわけでもないので、拳銃は扱えるが小隊指揮に関しては全くの素人。
その後、鷹野は後ろ盾であった小泉の死により研究が三年後に打ち切られるという事態に直面し一度は打ちひしがれるものの、野村と名乗る女性によって終末作戦による雛見沢滅亡という事実で祖父の論文を世界に刻むという道を示され、終末作戦の実行へ邁進することとなる。しかし実際は、一二三の無念を晴らすための研究が破滅的結末に及ぶ恐怖という弱味を野村に付け込まれただけに過ぎず、終末作戦による責任追及によって「東京」から旧小泉派などの勢力を一掃するべく利用されていただけであり、作戦が実行されれば野村の属する派閥によって口封じのため暗殺されるのは間違いなかったはずである（実際、下記のように目明し編BADENDで作戦は実行されていないものの暗殺されている）。「皆殺し編」エンドでの正気の沙汰とは思えない言動や、祭囃し編で末期症状を起こしていることから鷹野自身、このような心労や野村に唆されたことからこの時既に「雛見沢症候群」を悪化させ、その結果「オヤシロさま＝神となって祟りを下す」という妄執に取り憑かれて本来の目的を暴走させていったとも取れる。
富竹同様に5年目の被害者として焼死体が発見されるが、それは「山狗」によって用意された別人の死体であり、アクシデントにより遺体の死亡推定時刻が綿流し祭の前の時刻になっている。医学知識を持つ鷹野はその死体を使うことで生じる矛盾を知っていたが、死人が堂々と綿流しに参加しているのも面白いと、あえてその死体を使うよう「山狗」に指示、そのため、死んでいたはずの鷹野が祭に参加していたという矛盾が生じ、部活メンバーなどが戸惑うこととなる。彼女の収集していたスクラップ帳は後の世界にも残り、オヤシロ様の祟りの唯一の手がかりとして保管されている。祭囃し編では皮肉にもそのことを覚えていない部活メンバーから逆に「梨花が48時間前に既に死亡している」というブラフをかけられている。
正確に言えば鷹野は連続怪死事件の犯人ではない。ほとんどの場合、事件は鷹野の意志とは無関係に生じており、彼女はたまたま起こった事件を入江機関における雛見沢症候群の研究にうまく利用していただけに過ぎない。原作者の竜騎士07の要約を借りれば、この物語における惨劇を生み出す最大の敵は個人の意志ではなく、雛見沢村に住む人々の思い違いや疑心暗鬼を生む村の閉鎖的環境である。鷹野はシンボルとしての目に見える本遍の黒幕であり、彼女との戦いはエンターテインメントに過ぎず、本当の戦いは思い違いと疑心暗鬼という環境自体を打破することであるとまで言い放っている。とはいえ、偶然から二年続いた怪死事件について園崎家が自らが黒幕であると示唆したことや、古手・園崎の両家の対立を利用し、鷹野が初めて意図的な殺人事件として三年目の事件を起こしたことは確かであり、再び生じた翌年の怪死事件を経て、鷹野が最終的に終末作戦を発動させ、雛見沢村を壊滅させる存在であることは間違いない。
デイブレイクのエンディングでは一同の目の前で世界滅亡プランの話をするが、この後の富竹の行動で終末作戦は何もせず回避できてしまう。「祭囃し編」においては、終末作戦実行に失敗し味方に殺害されかけた末に皮肉にも彼女自身が雛見沢症候群の末期症状を起こしていたが、鷹野の前に富竹が現れ、彼女を保護する。そして梨花が「本当に僕たちが望む世界には敗者などいらない」と、鷹野に復讐する代わりにその罪すらも許す宣言を行うことで、ついに惨劇と殺し合いから解き放たれた世界としての「祭囃し編」が完成することになる。
「澪尽し編」ではもっと悲惨で、研究反対派にプロジェクトを乗っ取られて作戦実行はおろか、もはや口封じを待つだけの状態になる。進退窮まったことで雛見沢症候群の末期症状によって梨花とその周囲の全てを逆恨みし、H173-02を散布して村ごと滅ぼそうとするもそれも失敗。終いには沙都子のトラップで瀕死の重傷を負いながらも半ば復讐鬼と化して羽入と一体化し神に等しい力を得た梨花と最後の決戦を挑み、あらゆる意味で敗北。大高率いる狙撃隊に撃たれるも羽入に庇われ生還。その後は「祭囃し編」同様富竹率いる調査部に引き渡される。
「祭囃し編」裏エンディング「お子様ランチの旗」では、ある女性によって全ての発端となる「悲劇」を回避する（これは雛見沢症候群が永久に表舞台に登場しないことを意味する）。アニメ版「解」の最終話Cパートは、このストーリーを元にしたもの。
「罪滅し編」にて竜宮レナを凶行に走らせるきっかけを作った人物でもある。
「ひぐらしデイブレイクポータブルME」に田無美代子が別人として登場している。小此木が愚痴で鷹野三四にかわいいところがあってもいいのにという願いが鏡によって叶えられてこの世界に来た。美代子本人はこの世界が未来であることを気付いておらず、迷子として自分の家に戻るために小此木と行動している。行動的で少し小悪魔的なところがあり、どことなく未来の彼女と被っている部分がある。なお、美代子が鷹野三四だと気付いているのはストーリーモードでは梨花のみで、対戦モードでは鷹野も彼女が過去の自分であることを気付いているようである。他の登場人物からは別人のように扱われている。
昼壊し編ではフワラズの勾玉によって鷹野に恋をしたレナに口説かれ本気でときめくシーンがあることから本人は自覚していないながらもレズビアンの気があるようである。もっとも本人は「勘違いをされることがあるけど、そんな趣味はないわよ」と本編で発言している。
綿流し編、目明し編では「女王感染者の死亡から48時間以内に感染者が一斉に末期症状を起こす」という説が覆されてしまったため、終末作戦を実行することができずに研究を握りつぶされてしまう。目明し編BADENDにおいてはそのことで自暴自棄になり、デート中の圭一と魅音を偶然目撃したことで雛見沢症候群の末期症状を発症。圭一を腹いせのように殺害するもその後、何者か（おそらくは上記のように野村の派閥）によって口封じされてしまうという哀れな最後を遂げる。
アニメ「ひぐらしのなく頃に業」では、沙都子の能力の影響で悪夢を見たり、高野一二三が研究をあきらめるようにと残した手紙を発見したことで、雛見沢症候群への関わりを絶ち、一連の惨劇の黒幕ではなくなってしまった。
入江 京介（いりえ きょうすけ）
声 - 関俊彦
演 - 田中幸太朗 / 郭智博
誕生日 - 12月3日 / 血液型 - A型
雛見沢村唯一の医療施設・入江診療所の所長。園崎本家の侍医も務める。
独身で若く見えるが、実際はそこそこの年齢とされる。その口調や仕種から落ち着いた大人の印象を与え、年代問わず村民の信頼は厚い。村の少年野球チーム「雛見沢ファイターズ」の監督を務めており、圭一たちからは親しみを込めて「監督」と呼ばれている。他にも綿流し実行委員会の役員など、村の行事にも積極的に関わっている。悟史と沙都子の兄妹に特に優しい。
無類のメイド好きであることを所構わず公言している。「メイドインヘヴン」なる固有結界を持っており、興奮すると時々暴走し、メイドの魅力を周りに伝導する。暴走中の入江は、かぁいいモードのれなぱんすら2発は喰らっても平然と復活する漢である（3発目のつるべ打ちで痙攣しながら撃沈）。
その実態は、「東京」から派遣され雛見沢症候群の研究をしている入江機関の名目上の最高責任者。階級は二等陸佐。
しかし、鷹野が主導した機関創設に際して女性が所長となることを避けたいという東京の意向から招聘された立場のため、鷹野よりも立場は低く研究協力者という性格が強い。機関の予算は防衛庁から極秘に横流しされているため、形式的に二佐の階級を受けている。そのため戦闘能力が乏しく拳銃の扱いもよくないが医療の方面で言えばエキスパートに近い。祭囃し編のカケラ紡ぎで、入江は、富竹に自分のことを「入江二佐」ではなく、「入江所長」と呼んでくれと頼んでいる。
子供のころは何となく皆からもてはやされ収入も良さそうという理由で医者になりたいと思っていた程度にすぎない。育った家は貧しかったため学校の教科書や貸本屋からの本くらいしか勉強する機会はなかったが父や母の期待に応えるべく努力し何とか進学にも成功する。天才肌系の優男という外見と異なり、実際にはかなりの努力家であり頭脳としては至って平凡である（本来は研究者である鷹野が研究の「ついで」程度の感覚で医師免許をとったのに対し、入江は苦学の末に医師免許をとっている）。ただし医療技術に関しては若くして比肩なき存在。
雛見沢症候群を研究する前は若くして精神外科医（当時からこの分野は医学界では異端的と見られていた）として名を知られていた。彼が精神外科医の道を歩んだのは、優しい性格だったはずの父親が事故で頭部を強打した後、妻に暴力（DV）を振るうような乱暴な性格へと豹変、後に喧嘩の相手に返り討ちにされて殺されてしまったことがきっかけである。入江は父親の豹変の原因が頭部の強打による脳の異常だと考えたが、自分に暴力を振るい平穏な生活を崩壊させた夫を憎むようになってしまった母親は最期まで理解してくれず、そんな両親と似た境遇の人を救いたいという思いから選んだ道であった。
後に医療界ではロボトミー手術と精神外科そのものが否定されたため学会から追放され、地方大学の医局で細々と医師を続けていたところを鷹野にスカウトされた（自分の意見を強く出さない風見鶏的な言動と違い先進的で野心的な論文が鷹野の目にとまった）。「祭囃し編」の最後の戦いの後年、人間の精神に関する論文を学会に発表、そこには故高野一二三と鷹野の文献からの引用があり、多くの犠牲を払った血染めの論文とはいえ、鷹野が求め続けて叶わなかった高野の再評価を成し遂げることになる。
北条兄妹が雛見沢症候群の感染者であること、雛見沢で迫害されていることをずっと気にしている。そのため、ストレス発散のために悟史を雛見沢ファイターズで野球することを勧めたり、沙都子が鉄平から虐待に遭っていたのを何とかしようと考えたりと必要以上に接している（法律上の問題がなければ養子に迎えたいとまで考えていた。中でも沙都子には好意を寄せており、結婚したい願望まで吐露したこともある。）。
容姿や外見から単なる風見鶏の優男と見られがちだが実際は非常に強い意思の持ち主。梨花でさえもそのことに気づくにはかなりの時間を要したほど。入江機関所長という肩書きにもかかわらず東京による祝賀会には招かれないなど蚊帳の外におかれ、鷹野に至っては坊や扱いするなど完全に舐められている。
雛見沢症候群の解明と根絶のために協力しており軍事利用には当初から否定的、このため鷹野に対しては消極的協力姿勢。そのような状況でも医療技術者としての優秀さを発揮し雛見沢症候群の解明と根絶にそれなりの目処をつける段階にまでこぎつける。東京の政変後には中心メンバーが軍事利用そのものに否定的な面子となる。このため入江が当初から希望していた雛見沢症候群の解明と根絶・軍事利用の否定が雛見沢症候群そのものの隠蔽とセットという形で思いがけず叶うことになる。これを境に、入江が雛見沢症候群の完全解決に精を出すほど一二三の研究成果を世に認めさせたい鷹野の願いが叶わなくなるという皮肉な状況が生まれてしまう。この歪な状況が入江機関閉鎖までの3年間という猶予を待たず、終末作戦の実施に踏み切るという凄まじい決断を鷹野に促してしまう。
梨花や富竹から鷹野の正体を知らされた後は、目指すものの違いからくる嫌悪感で必要最小限にすませていた鷹野との関係を後悔し、もっと歩み寄れるよう努力していれば鷹野が終末作戦に手を染めることはなかったと悔やんでいる。
原作「祟殺し編」のお疲れ様会にて初めて「Dr.イリー」と名乗り、圭一（K）、クラウド、トミーらソウルブラザーと共に四天王（命名は圭一）として女性陣制覇に挑む。二次創作他でもこの四人グループの活躍は頻繁に描かれている。原作では入江と大石は関係上仲はよくない。
北条 悟史（ほうじょう さとし）
声 - 斎賀みつき（ドラマCD） / 小林ゆう（アニメ以降）
演 - 瀬戸利樹（テレビドラマ）
誕生日 - 6月16日 / 血液型：A型
沙都子の兄。髪の色は沙都子同様、金色で魅音と同学年。魅音が立ち上げた当初の部活メンバーの一人。圭一が転校する1年前、綿流しの数日後に失踪する。失踪直前は不審な行動が目立っていた。圭一が直接関わることはないが、失踪後も様々な形で物語に関係するキーパーソンである。
とても優しく大人しい性格で、困ると「むぅ…」と口ごもったりと、どことなく頼りなさそうでおっとりとした雰囲気。人の頭をなでる癖がある。沙都子とは逆に文系タイプで、あまり運動はしないが、入江の勧誘により雛見沢ファイターズには所属していた。チームにおいては3割という打率を誇っていたが、チャンスに弱い。「疲れる」という理由でチームを抜けているが、実際には叔父夫婦から虐待を受ける沙都子を守るためであった。沙都子同様、ブロッコリーとカリフラワーの区別が付かない。部活のゲームスタイルは、特に深い読みもなく専ら運によるもので、よく魅音を憤慨させていたとのこと。自分に恋心を抱く詩音に対してどう思っていたのかは、本編ではあまり語られていない。
実は失踪したのではなく、雛見沢症候群患者として入江機関以外の村の誰からも秘匿され、入江診療所の地下で治療を続けている。その理由は、自身と沙都子を厄介者扱いする叔父夫婦の酷い虐待を受け続けたことでストレスが溜まり、それに耐えかねて昭和57年の綿流しの日に叔母を殺害したものの、数日後にピークを迎えついにL5の末期症状に至ってしまったためである。治療開始から1年が経った昭和58年においても症状は重く、目に映る人全てが敵（自分が殺害した叔母）に見えてしまうほどの被害妄想と極端な攻撃性を持っているため、薬によって強制的に眠らされ昏睡状態となっている（悟史の病状を甘く見て接してしまった入江機関の職員が整形手術を要するほどの重症を負ってしまうレベル）。入江からもらったバットはひぐらしのなく頃に全シリーズで圭一の凶器として受け継がれている。
「祭囃し編」を経た後、沙都子には未だ知らされていないものの、詩音に寄り添われながら目覚める日を待ちつつ治療を続けられている。
「澪尽し編」では最後の最後に帰ってくる。
「目明し編」のお疲れ様会（罰恋し編として再録）では圭一と悟史のやり取りを見ることができる。
ひぐらしデイブレイクポータブルMEでは詩音の願いによって鏡の力によってみんなの前に現われる。目の前に現われたのは本人ではないが、パートナーの願いを叶えるために行動をしている。なお、この設定はストーリーモードのみで、対戦では本人として扱われている。なお、初期の部活を知っているようで、自分がいたころの部活とは違うと語っている。
前原 伊知郎（まえばら いちろう）
声 - 松本保典
演 - 米山善吉 / 萩野崇
圭一の父親。職業は芸術家。
金持ち（息子の圭一はあまり自覚が無い）の部類に入り、雛見沢に引っ越す際にかなり大きな家を建てたことから、「前原屋敷」と村中で噂になっていた。ただし圭一によると大半が彼のアトリエで、出入りを禁止されており、生活範囲は普通の家と変わらないとのこと。自宅に仕事の関係者を招いて大きなパーティを催すことがある。原作ゲームでは、画家という表現がなされているが、コミケなどにも参加しているらしき描写もある。
料理は極めて下手。至ってマイペースで、仕事に詰まると一時的に不機嫌になることが多いムラ気な性格。しかし自分の興味のあることには本領を発揮し、「口先の魔術師」と言われている息子の圭一をも納得させてしまうほどに口先が達者になる。頻繁に妻とともに上京している。重度のメイドマニアであり、エンジェルモートに通いつめている。
圭一が事件を起こしたことから、圭一を気遣わなかったことを悔い、圭一と向き合いもう一度家族でやり直すため雛見沢への引越しを決めた。雛見沢に引っ越すかどうか思案中に梨花と羽入と初めて出会うことになる。
実際は画家というよりも同人作家らしくペンネームは「前原画伯」。かなりの大手サークル「Front Field」の人気作家であって、豊かな生活はそこからの収入によるらしい（いわゆる同人成金）。
圭一が過去に起こした事件と関連し、家族の再出発を願って引越しを決断した。
ただの脇役ではあるが、昭和58年の雛見沢に圭一が引っ越してくるには、過去に伊知郎が園崎家主催の別荘地分譲のための見学ツアーにて雛見沢を訪れたときに、前原家が建つことになる空き地で梨花と羽入を目撃していることが絶対条件である。
圭一なくして雛見沢が救われることはないので、ある意味、彼なくして物語は完結しない。梨花は前原家が雛見沢に引っ越さなかった世界を過去に二回巡っている。
漫画版とアニメ版「業」とでは、容姿が大きく異なる。
前原 藍子（まえばら あいこ）
声 - 松井菜桜子
演 - 星ようこ / 林田麻里
圭一の母親。
律儀な性格で、物事全般にソツがない。料理上手で推理小説マニア。夫・伊知郎の創作活動のマネージャーでもあり、権利関係の調整や、税金の申告など裏方の仕事を手伝っている。
次回作『うみねこのなく頃に』でも登場している。
某有名女子大出身であり、圭一の教育にも熱心。それゆえ田舎の人間とはソリが合わないのか、村会には所属しているが村の会議には「婦人会」に一度出たきりで出席しておらず、村民とはあまり親しくないらしい。ただ、レナとは親交があり、一緒に買い物をしたり漬物をおすそ分けしてもらったりしている。
「皆殺し編」の沙都子救出のための交渉の際、お魎は「藍子が雛見沢に引っ越した当初自分のところに挨拶に来なかった」という理由で前原家に対して印象が悪いことが語られている。
また、「祟殺し編」で大石が冷たい人だと思われていると語っている。かつて圭一が起こした事件については追い詰めた自分にも非があったと反省している。
園崎 お魎（そのざき おりょう）
声 - 尾小平志津香
演 - 中澤敦子（テレビドラマ）
雛見沢の御三家の一つである園崎家の当主で、魅音、詩音の祖母に当たる。通称は「園崎天皇」（PS2版では「園崎明王」）もしくは「鬼婆」。魅音からは「婆っちゃ」と呼ばれる。厳格かつ頑固、非常に気難しい性格で、一度機嫌を損ねると容易には直さない。しかし気に入った人間には助力を惜しまない一面もある。
戦後の混乱期、夫・宗平の遺した財産を巧みに使い雛見沢を復興し、園崎家に絶大な繁栄をもたらした。その偉業から雛見沢で一番の発言力を持ち、鬼ヶ淵死守同盟では活動の中心となる。興宮全域から鹿骨市政にいたるまでの絶大な政治的影響力を誇り、警察は連続怪死事件への関与を疑っているが市上層部からの政治的圧力により捜査の実行はできない。
剣道有段者であり、梨花からは「日本刀が大好きなのです」と言われるほど、お魎のエピソードには日本刀が関わることが多い。モデルとなった人物は現実世界の昭和20年代に岐阜県白川村で結成された御母衣ダム建設反対の住民団体「御母衣ダム絶対反対期成同盟死守会」の筆頭若山芳枝である、なおこのキャラクターの設定は次期作のうみねこのなく頃にの右代宮金蔵に受け継がれている。
ダム戦争が終わり北条家の両親も亡くなり、沙都子への村八分状態は無意味で非情な仕打ちだと理解しているが、一方で自分を含め老人たちは一度決めたことは中々変えられないということも理解しており、朝令暮改の如く園崎家が北条家を許すことは現実的に難しいと感じている。そういった村の状況を変える若者を求めたことで、後に前原家が引っ越してくることにつながっていく。
ダム戦争以降雛見沢に続いた怪事件において、実際は関与していない場合でも常に自ら黒幕であると匂わせる態度をとり、それをもって村の結束を高めて裏切り者を排除することに利用してきた（目明し編、魅音の最後の告白）。
園崎家頭首が伝統的に行ってきた「園崎ブラフシステム」とよばれるこの行動方針が、「綿流しの夜に人が死んだならばそれはオヤシロさまの意志に沿って園崎家が起こしたものである」という認識を村に広め、鷹野や悟史、圭一らがその認識を利用して殺害事件を起こすきっかけとなる。同時に、大石、詩音、レナらが事件の真相を探る際に常に捜査の方向性を歪めることになってきた。同じく村の結束という目的からダム賛成派の北条家や中立派の古手家への村ぐるみでの敵意、嫌がらせ行動などを促した（祭囃し編、カケラ紡ぎ）。これらとお魎の意志に従って動いた村の人々の行動の総体が、ルールZと呼ばれる雛見沢に起こった事件の多くにおける大本の原因である（皆殺し編冒頭）。
その一方で、家訓に逆らい詩音を殺さなかったことや、市の幹部の孫がなくなったときの言動、誘拐された犬飼建設大臣の孫にみせた配慮（もっとも園崎家は実行犯ではなく小此木ら実行グループに協力したのみ：祭囃し編）、北条兄妹に対する後悔の念などを勘案すると、本来は情の深い人物であることがうかがわれ、厳格ときに非情な態度は雛見沢の指導者としての立場によるものと思われる。圭一と対決した時のように、協力はしたいが雛見沢の指導者という立場上できないという場合に表面だけ突っぱねてあとで支援するという場合もあり、理解のある人々にはその優しさが伝わっている（皆殺し編）。
ダム工事への賛否をめぐる対立から北条家への村ぐるみでの嫌がらせを開始し、北条家に続いた惨劇の原因をもたらした人物である。だが、後にはそれによって北条兄妹を苦しめていたことを後悔していたことも明らかになる（祭囃し編）。「皆殺し編」では圭一らの意気を評価し、鹿骨市長に会い沙都子を救う決定打としての働きもなしている。
圭一やレナといった「新しい風」による村の変革を願い、既に老いた自分に代わって魅音にそれを受け止める役割を期待し、自らは憎まれ役に徹している。
原作およびPS2版では顔・姿は描かれていない。彼女の立ち絵は「絆」の第2巻で登場。しかし、アニメ・漫画とは微妙に見た目が異なる。テレビドラマ版では「園崎 魎」という名前になっている。
「業」では、御三家の各当主と相談と合意の上でダム推進派の人間を許す「大号令」を昭和59年の綿流し祭りの時に発した。
葛西 辰由（かさい たつよし）
声 - 立木文彦
演 - 金児憲史（テレビドラマ）
誕生日 - 12月23日 / 血液型 - O型
詩音・魅音の実父が組長を務め、鹿骨市一帯を勢力圏に置いている「園崎組」の幹部。「目明し編」にて初登場。
詩音の世話係兼ボディーガードの任を受けている。サングラスと派手なネクタイがトレードマーク。銃火器の扱いを得意としていて何度か機関銃やショットガンなどを使用していることがある。
かなりの酒豪であり、医者から止められているにもかかわらずやめようとしない（このこともあり、「目明し編」や「皆殺し編」のその後では肝臓ガンで死亡したことになっている）。また、大の甘党でもある。
祭囃し編における雛見沢での戦いでさえも葛西がこれまで経験してきた数々の修羅場に比べれば上の中程度の出来事に過ぎないらしい。入江診療所を巡る戦いでは制圧の際、昔のように凄んでしまったことを少し気にするような面もある。
現在は物静かで思量深い性格の持ち主。
部活メンバーなどの年下にも敬語で話しているが、昔は「散弾銃の辰」の異名で呼ばれその方面の業界で恐れられていた武闘派であり、その通り名の示すようにショットガンやライフルなど、あらゆる銃器の扱いに精通している（祭囃し編）。
「祭囃し編」では山狗隊員に対して本気で凄み、かつての片鱗をのぞかせる場面もある。いくつもの抗争で組のために活躍し、茜の過去の武勇伝にはほとんど葛西の名も登場する。茜からは心から信頼されており、常に側におかれていた。それゆえ、大石曰く葛西は「園崎茜の懐刀」とのこと。現在は一線から身を引いて組の相談役に納まっているものの、未だ興宮の暗黒街の顔役として有名（罪滅し編）。詩音の持つスタンガンは彼の手により威力が増す改造を施されている。
「宵越し編」の最終話にも登場している。あくまで園崎母娘の味方である彼は、後から数名の若い子分と共に雛見沢に向かう。そしてすんでのところで間に合い、詩音たちを危機から救う。
「目明し編」では詩音が「自分に園崎茜を重ねている」と表現し、ひぐらしデイブレイクでは、茜に恋心を抱いていたことがわかる。
公由 喜一郎（きみよし きいちろう）
声 - 塚田正昭（ドラマCD・祭・粋・アニメ〈無印・解〉） / 山野史人（アニメ〈業〉）
演 - 大槻修治（テレビドラマ）
雛見沢村御三家の一つ・公由家の頭首。
雛見沢村の村長で、「暇潰し編」では鬼ヶ淵死守同盟の会長を務めていた。いわゆる好々爺で人当たりがよい人物であるが、鬼ヶ淵死守同盟のころは機動隊と衝突していた。村長であるが、御三家の力関係からお魎には頭が上がらない。魅音や詩音からは「公由のおじいちゃん」と呼ばれている。
子供のころ詩音を最もかわいがっていた人物の一人でもある。
北条家に対しては他の村人同様の敵意を持っているように見えるが、どちらかと言うと他の村人同様に周りから村八分を恐れ表面上だけそのように振っていただけである。そのため、「皆殺し編」では圭一らの説得に打たれて沙都子を救うために役所への陳情への先陣を切る姿も見せた。
実は痔をわずらっている。
立ち絵はPS2版「祭」で初登場。
北条 鉄平（ほうじょう てっぺい）
声 - 宝亀克寿
演 - 大高洋夫 / 脇知弘
誕生日 - 5月28日 / 血液型 - O型
沙都子と悟史の叔父。詐欺と恐喝で生計を立てているチンピラ。
兄夫婦が死んだことで悟史と沙都子を引き取った後、兄夫婦が残した財産を使い込み、北条兄妹に虐待を繰り返していた。口調も外見もヤクザ風である。
「祟殺し編」、「皆殺し編」では興宮に住んでいたが突然再び雛見沢に戻り、沙都子の親権を主張し自宅に連れ戻した。
妻の北条玉枝が連続怪死事件の4年目の被害者。元々彼女と不仲だったため悲しんだりはしなかったものの、「自分が次の被害者になることを恐れ興宮の愛人の元へ逃げていた」と村では思われているが、実際は玉枝が死んだので遠慮なく愛人の元に転がり込んだというのが真相。
彼の帰還は古手梨花が長い時間を繰り返す中で、絶対に覆すことができなかった運命の一つ。辛い仕打ちに耐えることが悟史への罪滅ぼしになると考えた沙都子が抵抗せずにストレスを溜め続け、雛見沢症候群を再発し、沙都子を助けるために圭一（もしくは詩音やレナ）が彼を殺害する結果となる（祟殺し編）。梨花によると、滅多に起こらない最悪な結末。また、間宮リナによるレナの父親に対する美人局にも共謀するため、このことがきっかけでレナに殺される運命（罪滅し編）も存在しており、真正面から大きな斧で頭を割られて殺された（アニメでは後ろから、鉈で頭を割られて殺されている）。「澪尽し編」では鷹野の手に掛かって富竹の代わりとして殺害された。「皆殺し編」では後述の間宮リナ殺害の容疑で逮捕され沙都子救出の突破口になる。なお、帰還の理由は愛人である間宮リナが園崎組の金に手を出そうとして殺され、金に困った鉄平が沙都子の実家にまだ遺産が残っているのではないかと考えるため。その際、家事に困っている鉄平が沙都子に家事をさせるために親権を主張し連れて帰るためである。
妻である玉枝が死ぬ前は沙都子には害になる存在ではなく、悟史によるとあまり家にもおらず、いても寝ているかテレビを観ているかのどっちかだったらしい。
沙都子がまだ幼かったこと、仕打ちの仕方によっては沙都子の感情が爆発することによる児童相談所や警察の介入を恐れ、沙都子に対する暴力は怒鳴る、殴る、蹴るなど暴力的な範囲に留まっていた様子。ただし悟史の部屋を荒らさないという条件によっては沙都子が抵抗しないということも知っており、数年後も沙都子が抵抗せず肉体的に成熟したのであれば性的暴行を加えようかと思案していた節はある（皆殺し編）。
アニメ「ひぐらしのなく頃に業」では「祟騙し編」と「郷壊し編」に登場。「郷壊し編」では沙都子の能力の影響で、孤独死などの悲惨な最期を迎える悪夢に悩まされ体調も崩しがちになったことで自らの生き様を顧み、沙都子と和解しようとする。「老いた自分の面倒を見てくれる人が欲しいだけでは」という沙都子の皮肉にも反論せず、虐待のフラッシュバックで強い拒絶反応を起こした沙都子を見ても逆上するどころか心底の謝罪を告げて静かに立ち去り、沙都子を困惑させた。その後、沙都子は駒として鉄平を惨劇に利用することを決め、続編である「ひぐらしのなく頃に卒」でその詳細が明かされた。賭博での大金入手や拳銃の入手ルート作りのために彼を扇動するが、鉄平の献身的な姿は沙都子の心を揺らがせ、惨劇の引き金を引くために鉄平殺害を実行しようとした際には一時的に精神が分裂するほどの葛藤を沙都子に与えた。
間宮 リナ（まみや リナ）
声 - 氷上恭子（ドラマCD・祭・粋） / 渡辺美佐（アニメ）
演 - 矢部美穂 / 吉井怜
誕生日 - 7月31日 / 血液型 - B型
「罪滅し編」にて、レナの父親と付き合っている女性。ヘアースタイルはピンク色のショートヘアー（ただし実写版映画では、ロングヘアー）。
毎日のように竜宮家に来ていて、レナの父親と将来結婚も考えているという。レナに好かれようと色々とアプローチしてくるが、レナはあまり好きになれない。
本名は「間宮 律子（まみや りつこ）」で、「リナ」という名は、勤めている園崎グループの店のホステスとしての源氏名である。北条鉄平の愛人。
鉄平と共謀して美人局を演じると同時に、金を持っている男に近づき貢がせている。また、鉄平とは別に愛人を持っているらしく、園崎グループから金を盗み高飛びする時も鉄平とは別の男と高飛びしようとしていた。ほとんどの可能性では特に問題を起こさないが、「祟殺し編」「皆殺し編」の鉄平の帰還や、「罪滅し編」のレナの暴走など、部活メンバーの雛見沢症候群を暴発させてしまう行動を起こしている。
「罪滅し編」では竜宮家に近付いた本当の理由がお金であることをレナに知られ、絞め殺そうとするが逆にレナにゴミ山で返り討ちにあい、撲殺された（漫画版では最初から鉄パイプで撲殺されたが、アニメではガラスの破片で腹部を切られ蹲ったところで撲殺される。その後、死体はレナ自身がバラバラにして処分しようとしていたが、圭一たちにみつかってしまうも、圭一たちと協力して一度は谷河地に埋められたが、後に魅音によって秘密の場所へと処分された）。園崎グループの金を盗む行動は成功することがないため、確実に園崎家から制裁を受けて殺される運命にある。また「皆殺し編」では詳細は語られていないが高飛びのことを鉄平に知られ殺害されている。
「澪尽し編」では園崎グループの金を盗むのに失敗し（未遂のためクビのみですんでいる）、偶然窓が開いていた入江診療所に盗みに入るが、鷹野に捕まり彼女の手に掛かって死亡する。
「祟殺し編」にて鹿骨市の川で発見された死体は、劇中では明らかにされなかったが、テレビドラマ版では間宮リナであることが明言されている。
アニメ「ひぐらしのなく頃に卒」では性格がかなり改善されている。本作品では一人親の家庭で育った過去が語られており、レナにかつての自分を重ねたことがレナの父親から手を引くように考えたきっかけとなっている。しかし「鬼明し編」では雛見沢症候群を強制発症させられたレナに後ろから首を絞められ、反撃して逃亡するも最後にはレナに捕まりナタによって殺された。

## その他・本編に登場する人物
知恵 留美子（ちえ るみこ）
声 - 折笠富美子
演 - 三輪ひとみ / 大谷みつほ
誕生日 - 5月3日 / 血液型 - O型
圭一たちの学校のただ一人の教師。
雛見沢ダム戦争当時、ダム推進派の方策により廃校の憂き目にあった雛見沢分校に教育委員会の指示を振り切って着任する。ダム戦争終了後、町会の働きかけで正式に分校教師に赴任する。子供たちのことを第一に考え、村民からの信頼も厚い。
壮絶なまでのカレー狂であり、毎日三食カレーで、カレーの悪口を言う生徒は許さない。挙句の果てには校舎裏に「カレー菜園」なるものまで作っている。
- 名前の由来は、原作者がファンである月姫の知得留先生の公認パロディキャラクターであり、カレー好きという設定も『月姫』のシエルに由来するほか、声優も『真月譚 月姫』のシエルと同じである（「暇潰し編」のお疲れ様会では、暗闇の中で真価を発揮し、第七聖典の力で圭一を懲らしめるといったエピソードがある）。元ネタの影響で人気投票の際は7位を狙って投票されるのが恒例になっており、公式サイトでの第1回・第2回人気投票、カップリング投票（カレーとカップリング）では実際に7位になっている。スパゲッティは見るのも嫌とのこと。

園崎 茜（そのざき あかね）
声 - 井上喜久子
誕生日 - 11月6日 / 血液型 - B型
魅音と詩音の実の母親。「目明し編」にて初登場。
魅音と詩音の実父（声：廣田行生）が組長である「園崎組」の大幹部であり、建前上は組の持つ園崎興業株式会社の代表取締役社長。ゆえに大石からは皮肉を込めて「園崎社長」「姐さん」と呼ばれている。通称「鹿骨の鬼姫」。
その性格は結構お茶目でノリがよく「デイブレイク」では魅音と詩音を足したようだと葛西に言われたこともある。本人はそろそろ上品なイメージを持ちたいと思っており、優雅な振る舞いを心掛けているが、側近たちが彼女の目を盗んで昔の武勇伝を話して回っているので、なかなか思い通りにはなっていない。
嫌いなものは嘘とシイタケ。
本来は魅音でなく彼女が次期頭首なのだが、ある時家出をし結婚相手として現在の園崎組組長を連れ帰ったところ、勘当され次期頭首の資格を失った。彼女の名前「茜」は、園崎家の頭首の名に鬼の一文字を加えるという慣わしにより元は「蒐」と書いたが、本家からの勘当後は「茜」という字を使っている。
「宵越し編」では本編の数年前に、園崎組の内紛で三船に暗殺されている。
園崎 義郎（そのざき よしろう）
声 - 小伏伸之
演 - まいど豊（テレビドラマ）
園崎家の血縁者で、詩音の叔父。「エンジェルモート」の経営者であり、複数の店舗の経営もしている。
魅音からの頼みで、詩音を匿うためエンジェルモートでバイトとして雇う。
赤坂 雪絵（あかさか ゆきえ）
声 - 神田理江（ドラマCD） / 水野理紗（アニメ・祭カケラ遊び）
赤坂衛の妻。容姿端麗で育ちもよく、絵に描いたような深窓の令嬢だった。
先天性の持病を抱えているため身体が弱く、「出産に母体が耐えられる保証がない」と医師に宣告されているが、彼女は衛との子をもうけたいと強く願い、「暇潰し編」では出産に臨もうと入院している。
基本的に優しくお淑やかだがかなりのイタズラ好きで、二人きりになるとまるで小悪魔のように赤坂をおちょくるらしく、赤坂は彼女には頭が上がらない。
危険な仕事をしている赤坂を心配し、彼からの連絡がなかった翌日は屋上に上がり無事を祈っている。
昭和53年に赤坂が雛見沢へ出張をしているとき、電話がなかったことで病院の屋上へ上がり、病室に戻る時に階段の剥離タイルを踏み足を滑らせて死亡する。赤坂が梨花の忠告どおり東京の病院に帰るか、病院に電話をかければ助かる可能性がある。だが、ほとんどの場合赤坂が梨花の忠告を真に受けることはない。
「暇潰し編」のコミック版・アニメ版では、死亡後に美雪（みゆき）という名前の女の子を出産する。「皆殺し編」と「祭囃し編」では死亡せず生存。「祭囃し編」のエピローグでは夫や娘と共に綿流し祭にやってくる。
赤坂 美雪（あかさか みゆき）
声 - 沢城みゆき
赤坂衛の娘。赤坂によると、その行動は梨花の生き写しらしい。
「絆」の第2巻で条件を満たすと終章が追加され、公安を去る赤坂と、警察官になり公安に異動になった美雪とのやり取りが見られる。その際、父より雛見沢大災害の真相を自分の代わりに追う頼みをされる。
赤坂によると、「昔はかわいい子だったのに、今では一癖も二癖もある娘」。
第3巻で反町という男と結婚し、現在は反町美雪になっていることが明かされる。
美雪という名前とグラフィックが最初に登場したのは漫画版であり、漫画版とDS版「絆」以外では名前などは明らかにされていない。
「命」ではメインキャラクターの一人として登場。詳細は「#「命」に登場する人物」を参照。
鑑識の爺さま（かんしきのじいさま）
声 - 緒方賢一（ドラマCD） / 丸山詠二（祭・粋・アニメ〈無印、解〉）
興宮署に所属する古参の職員。
大石の信頼する同僚の一人であり、「祭囃し編」では梨花たちの危機を救うために一役買う。また、大石の雀荘仲間でもある。
赤坂が告げた5年前の梨花の予言にも理解を示すなど柔軟な思考の持ち主。
熊谷 勝也（くまがい かつや）
声 - 川村拓央
演 - 池田努（テレビドラマ）
興宮署に所属する刑事で、大石と組むことが多い相棒。通称「熊ちゃん」。なお、コンシューマ版とアニメとでは容姿が大きく異なる。
現場経験がまだ少なく、彼の多くの意見は大石に笑い捨てられているのだが、彼の柔軟な発想は彼をも時折驚かせるほどであり、大石は必ず耳を傾けている。大石は彼を「経験ではどうしても補えない才能に恵まれている」と評し、将来立派な刑事になることを期待している。尋問や交渉の際には、主に大石が脅し役、熊谷が宥め役を担当して成果を上げている。
大石の刑事ぶりに心酔しており、彼を目標の刑事像にしている。フットワークが軽く、大石が苦手なフィールドワークを得意としている。どこへでもいつであろうとも飛び出していく、まさに「足が武器」を地で行く刑事。
大石の勧めにより、柔道部や麻雀研究会に強制入部させられ、日々小遣いを巻き上げられている。
どこか三枚目な魅力をもっていた原作に対してアニメでは園崎家との交渉シーンや沙都子を慰めるシーン、殉職シーンなどのシリアスな描写が多めである。
彼の立ち絵はPS2版「祭」で初登場。
富田 大樹（とみた だいき）
声 - 松元惠
圭一の後輩で、学校のクラスメイト。実家は豆腐屋・富田豆腐店。親友の岡村といつも一緒にいる。沙都子萌え。
痩身でメガネをかけており、どことなく理屈っぽい印象を与える。祟殺し編では弁当の評価をめぐり、圭一と議論で対決し互角の戦いを繰り広げた（勝負は圭一の勝利で終わったが、梨花の弁当が自分で作った物ではないことをバラして勝ったため完璧に勝ったとは言いがたい）。
結果のためには過程を問わないタイプだが、部活メンバーほど常識を逸脱しているわけではない。岡村と共に、その秘めた情熱はしばしば圭一の力となっている。
「祭」および「絆」の「澪尽し編」では、魅音たち現部活メンバーによる入部試験を潜り抜け、岡村、その他の下級生組と一緒に、見事部活メンバー入りを果たす。その際、魅音たちと衝突し、自分たちに協力を申し出た圭一とは下の名前で呼び合う関係となる。
彼の立ち絵はDS版「絆」で初登場。
岡村 傑（おかむら すぐる）
声 - 瀧本富士子
圭一の後輩で、学校のクラスメイト。純粋でぽやんとした、ちょっと小太りの田舎少年。親友の富田といつも一緒にいる。梨花萌え。
過程を重んじる性格で、結果が良ければ過程は問わないという部活の掟とは相容れない。だが、圭一の部活での活躍を見ているうちに、次第にその考えに変化が現れていく。
「祭」および「絆」の「澪尽し編」では、上記で語られている通り部活メンバー入りを果たす。富田と同じく、圭一とは下の名前で呼び合う関係となる。
富田と同様、立ち絵はDS版「絆」で初登場。
亀田 幸一（かめだ ゆきかず）
声 - 田中一成（アニメ〈解〉、ゲーム〈祭、粋〉） / 福原かつみ（アニメ〈業〉）
県立大島高校の野球部に所属するエースピッチャー。
その左腕から繰り出される豪速球は全国級で、甲子園でも「弾丸直球」の異名で恐れられている。
一見、昔ながらの体育会系で、周囲や世間にはニヒルなキャラクターとして浸透しているが、その実態はスイーツと萌えを愛でる、限りなく圭一に近い波長の持ち主。「エンジェルモート」の常連客でもある。
とある事件をきっかけに圭一の口先の魔術にはまり、彼を「K」と呼び崇拝するようになってしまった。
彼のビジュアルは、漫画版「祟殺し編」が初出。その後、アニメ「厄醒し編」にて、漫画版「祟殺し編」とイメージを合わせた姿で登場する。立ち絵はDS版「絆」で初登場。
「宵越し編」では新聞に「メジャーデビューを果たした」と書かれていた。
海江田（かいえだ）
声 - 秋元羊介
圭一たちの学校にいる校長先生。
普段チャイム代わりにベルを鳴らしている。温和で生徒思いの先生であり、沙都子に異変が起こった時もずっと親身になって心配していた。
なお、武道の達人であり、「鬼隠し編」では部活の罰ゲームで頭をなでさせられた魅音と圭一は制裁を食らっている。
先の大戦で活躍し、その後は世界の武術を極めた後学校を開設した。
犬飼 寿樹（いぬかい としき）
声 - 金田晶代（現：金田アキ）
建設大臣の孫。「暇潰し編」で小此木造園の関係者に誘拐されてしまうが、赤坂と大石によって無事助け出される。
山本（やまもと）
声 - 郷田ほづみ
「賽殺し編」に登場。入江の代わりに診療所にいる医師。
竜宮 保典（りゅうぐう やすのり）
声 - 仲野元（アニメ〈無印〉） / 家中宏（アニメ〈卒〉）
演 - 菅原大吉（映画） / 佐野圭亮（テレビドラマ）
レナの父親。妻の浮気で離縁した後は無気力な生活を送っていた。リナと知り合ってお金（礼子からの慰謝料）を貢ぐようになり、そのことが「罪滅し編」の惨劇のきっかけとなる。
竜宮 礼子（りゅうぐう れいこ）
声 - 須加みき（アニメ〈無印・解〉） / 櫻井浩美（アニメ〈卒〉）
演 - 木原寧々（テレビドラマ）
レナの母親。浮気相手の子を身ごもったことが原因で、夫と離縁して多額の慰謝料を支払った。その際レナを引き取ろうとしたが拒否されている。

## 雛見沢連続怪死事件の犠牲者
現場監督
声 - たてかべ和也（ドラマCD） / 鶴岡聡（アニメ）
一年目の犠牲者
ダム建築の現場監督。仕事場で酒盛りをしていた6人の作業員を注意したことで口論となり、そのまま殺害された。
作業員は口封じのために監督をバラバラにして、6人の作業員に分けた。だが良心の呵責から、5人は自首した。しかし、1人だけ見つかっていないので、右腕だけ見つかっていない。
大石とは「おやっさん」と慕う旧知の仲であり、実の親より殴られたと語る。大石がこの事件に拘る一因でもある。
沙都子の両親
父の声 - 岩崎征実
二年目の犠牲者。
沙都子の実母は四度の結婚と離婚を繰り返している。
沙都子の養父何度か変わったが、沙都子を虐待するような振る舞いも目立った。最後の養父は沙都子に対して愛情を抱こうと努力していた。
北条家は貧しく、仕事も上手く行かなかった。母方の故郷に引っ越そうとしていたが、そんな時にダム建設計画の話があり、沙都子の養父はダム賛成派となる。
県立白川自然公園内展望台で二人は壊れた柵から転落死した。
梨花の両親
父の声 - 織田優成（アニメ） / 伊藤栄次（ドラマCD）
母の声 - 大原さやか（アニメ・ドラマCD・絆） / 田村ゆかり（祭）
三年目の犠牲者
父親は古手神社の神主であり鬼ヶ淵死守同盟の副会長。婿養子であり、立場も気も弱い。
鬼ヶ淵死守同盟内では中立の立場におり、北条家に対する過度の嫌がらせに反対していた。入江機関の接触により雛身沢症候群についての知識も得ており、比較的協力的に治療体制の確立に協力していた。また、入江機関からの情報提供から雛身沢が一致団結するまでもなく遠くない将来にはダム計画が凍結されることを知っており、過度な武力闘争や北条家への嫌がらせへの反対を控えめながらお魎にも意見している。しかし知る者が限られるダム計画凍結の情報を知らない雛身沢村ではその意見が通じることはなく、「日和見主義」と悪評をたてられてしまう。さらに内部分裂を防ぐため園崎家がタカ派を務めることになり、現在でも北条兄妹が村で冷遇されている原因になっている（皆殺し編）。
母親が古手家の直系であり、強気な性格で御三家会議では一定の発言力を有する（暇潰し編）。また神経質で感情的なヒステリー気質の人物であり、梨花への体罰もあったため、本人は煙たがられていた。梨花が予言能力を自称し他の子供が喜ぶ時に退屈するといった奇妙な言動をすることを、老人たちが甘やかす悪影響と危惧している（実際はループ能力の影響）。しかし梨花のことを大事に思っており、梨花が女王感染者として被験者にされていることを快く思っていなかったため鷹野と対立していた。
昭和56年に父親は体調不良により急死し、母親はその直後に行方不明となり、村中ではオヤシロ様の祟りと噂される。実際には山狗による偽装殺人であり、鷹野が梨花の両親（特に母親）が雛身沢症候群の研究の妨害になると考えて実行した事件である。古手家と対立していた園崎家に疑いを向けさせようとした工作であり、お魎が園崎ブラフに従って関与を否定しなかったため園崎家の陰謀説が囁かれることになった。母親は梨花の高熱を雛見沢症候群にあると決め付け研究に梨花を関わらせないと宣言したため、鷹野の逆鱗にふれることになった。ある意味自分で災いを引き込んだともいえる。
タイムリープを繰り返しても助けられないこと、リープ記憶や羽入が教えていることにより、親が教えるべきことを既に知っているなどの理由から、梨花が親を敬わなくなり無関心になっていったことが、母親のヒステリーの大きな要因である。そのため、普通の子供として接した賽殺し編では温かな面も見せている。
母親の娘に対して感情的なヒステリーを起こしたり言動に不快感を起こすキャラクターは次期作のうみねこのなく頃にの右代宮楼座に受け継がれている。
OVA『ひぐらしのなく頃に礼』ではタイムリープの中で、梨花が親を敬わなくなり結果的には助けようとせず幾度も母親を見殺しにしてきた罪についてを羽入により咎められており、そもそも梨花が繰り返し殺される『袋小路』になってしまうカルマの元凶も、梨花の七代前に起こった古手家の『親(母)殺しの罪』に通ずるものだと啓示していた。
北条 玉枝（ほうじょう たまえ）
声 - くじら
演 - 松坂早苗（テレビドラマ）
四年目の犠牲者
鉄平の妻で、沙都子と悟史の叔母。
遺産を目当てに沙都子と悟史を引き取るがダム推進派のリーダーであった沙都子たちが原因で村内から冷遇されることで、彼らを虐待する。だが、四年目の綿流しの祭りの当日、沙都子のことを限界に思った悟史から粗大ゴミ置き場（ダム工事現場）へと呼び出され、撲殺される。

## 皆殺し編以降に登場する人物
小此木 鉄郎（おこのぎ てつろう）
声 - 小杉十郎太（ドラマCD・アニメ・ひぐらしの哭く頃に雀） / 成田剣（祭・羞晒し編ドラマCD・デイブレイクポータブルME・絆・粋）
誕生日 - 12月1日 / 血液型 - A型
鷹野が指揮している「山狗」のリーダー。階級は二尉。コールサインは「鳳1」。
「東京」の人間であるが、雛見沢村に溶け込むために表向きは「小此木造園」の社長を務め、似非雛見沢訛りをしている。
昭和53年にて犬飼寿樹をさらった実行犯の一人であり、漫画版の「暇潰し編」にも彼らしき人物が登場している。
目的のためなら手段を選ばない冷酷な性格であるが、自分が認めた人間に対しては敬意を表し、自分の楽しみという面も含んで正々堂々素手で勝負をするという軍人的な性格を見せる場面もある。戦略で魅音に完膚無きまでに敗北したことで魅音に一対一の大将戦を挑むもこれまた敗北。戦技、戦略全てにおいて敗北を認めて潔く撤退した。
鷹野からの買収は最終的には裏切る形になるが、本来であれば戦闘職としては経験できない諜報部隊としての時間もそれなりに楽しめたということで鷹野にも一応恩義は感じている。終末作戦失敗のスケープゴートとして命を求められていた鷹野は本来であればその場で命を奪われるしかなかった。しかし「祭囃し編」では彼が鷹野に対してわざと威嚇射撃を実行し鷹野を単独逃亡させたことで、最終的に富竹が鷹野を救えることになる。「澪尽し偏」では鷹野の八つ当たりに近い悪足掻きに最後まで付き従い部活メンバーを山頂まで追いつめるもそこで沙都子のトラップによる粉塵爆発に巻き込まれ、そのままフェードアウトした。
ひぐらしデイブレイクMEでは、鷹野の愚痴を言ったことが願となり、田無美代子を現代に呼び出している。美代子を鷹野と同一人物であることを気付いておらず、ただの迷子として美代子を家まで送ろうと必死で戦うなど原作とは違う彼の姿が見られる。彼に対してほとんどの人間は小此木造園の植木屋さんとして見られているが、事情を知っている人間や裏社会の人間からは少し警戒されている。
竜騎士07原作のサウンドノベル「うみねこのなく頃に」によく似た風貌の小此木鉄郎という人物が登場しており、それ以外にも彼がシナリオを担当した「Key」の作品『Rewrite』でも小此木伶人なる本人なのではないかと思ってしまうくらい、風貌はもちろん出自、仕事の内容までよく似ている人物も登場している。
高野 一二三（たかの ひふみ）
声 - 田中和実（アニメ〈解〉・祭） / 西川幾雄（ドラマCD） / 清川元夢（アニメ〈業〉）
雛見沢症候群の研究の第一人者であり、発見者。
戦時中は中国（満州）で活動しており、前線で雛見沢出身の兵士の多くが精神異常を起こした数を不可解に考え、雛見沢症候群という風土病を見出した。田無美代子（鷹野三四）の育ての親。田無美代子の父にとっては恩師に当たり、彼が息を引き取る際に一二三を頼るよう美代子に告げたことが二人をつなぐきっかけとなる。
施設から虐待を受け脱出を試みた美代子が電話ボックスから一二三に電話した際はほとんど美代子に関する情報を伝えられなかったものの、後日施設を探し出し美代子を引き取りに現れた。施設でのトラウマに苦しむ美代子を暖かく迎え、田無美代子にとって本当の親同然の存在となる。雛見沢症候群の研究に全てをかけていたが、一二三の研究で盧溝橋の真実が明らかになると考えた政府などからの圧力により「非現実的」という半ば不当な評価を受けたままこの世を去り、彼の研究は後に三四へと受け継がれる。研究に没頭しすぎたため本来の家族とは別居中。晩年は不当な評価に甘んじる屈辱に加え老衰による記憶力の低下などに苦しみ、研究者として耐えることができないストレスを抱えることになる。さらに急性の認知症にかかってしまいもはや自分が研究を続けられない状態になってしまったことを悲観する身となってしまう。自分の頭がまだ聡明であるうちに死を選びたいと述べ、最期は病院で自ら命を絶ってしまう。
実の家族は彼の死後になって財産取得のために現れるが、鷹野が相続権を放棄したために争いはおきなかった（ただし書斎のものだけは鷹野に引き継がれる。本来の家族にとっては薄気味悪い研究材料としか映らず鷹野が引き取ってくれてありがたいほどだった）。小泉死後の東京の政変や終末作戦の失敗などに伴い、本来であれば雛見沢症候群と共に高野一二三の研究成果も歴史から無かったことにされるはずであった。しかしながら、後に入江が発表した論文の引用元には高野と鷹野の名がしっかりと刻まれたことで、誰かを犠牲にするという形ではなく後進の研究者によって再評価されるという一二三や鷹野が実現したくてもできなかった最良の形で一二三の研究成果が活かされることになる。
賽殺し編における歴史では一二三の研究結果は世間から認められスポンサーも無事に確保でき高野クリニックを開き研究と診療を両立するという幸せな生活を送っているとされている。
「業」では古いアルバムに、三四宛ての自身が書いた手紙をこっそり隠し三四に研究をあきらめるようにと記した手紙を遺していたことが判明した。
小泉（こいずみ）
声 - 塩屋翼（アニメ） / 広瀬正志（ドラマCD）
「東京」の幹部。
高野一二三と親交があり、一二三の死後、養子の鷹野三四に多大な援助を行い、雛見沢症候群の研究を全面的にサポートしていたが、研究が佳境に入ったころに、急性心筋梗塞によりこの世を去る。
アニメで一二三から大佐と呼ばれていたことから、元軍人で一二三と同じ部隊に所属していたらしい。
盧溝橋事件時、軍の中で雛見沢出身の兵士が紛れており、発砲事件に関わった可能性が高かったために、症候群が世間に露見し歴史論争が勃発することを嫌って政治的圧力を掛け一二三の研究を頓挫させた。
子供たちを含め家族関係はあまりうまくいっていない様子。ただし小泉自身が年老いても多くの若い女性たちと性的関係をもっている節があるため彼自身にも責任はあると言える。10億円もの金額を鷹野に渡しているが、この大金は鷹野による山狗買収に使われ結果的に終末作戦の実行につながってしまう。
アルファベットプロジェクトの設立者でもあり、 入江機関の設立や莫大な予算配分などは彼の絶大な権力に皆が配慮しての結果であり、高野の研究や鷹野の努力が要人たちに評価されてのものではなかった。このため彼の死後は入江機関をはじめ鷹野がこれまで築き上げてきたもの全てに逆風が吹き荒れることにある。
鷹野にとっては高野と自分にとっての良き理解者としては描かれているが、雛見沢症候群の解明と治療を目指した高野と違い核兵器に変わる細菌兵器としての軍事利用にまで思いを巡らしており、解明はともかく治療についてはそれほど興味をもっていた節はない。
「絆」では、賄賂により危険性のある薬物を認可させ、それがもとで起こった「ローウェル疑獄事件」に関与している疑惑があり、そのパイプを利用して財閥並みの資産を蓄えたということになっている。ローウェル疑獄事件においては、高野の研究や雛見沢症候群についての情報を知りつつも外国企業ローウェル社により日本が人体実験の場とされることを許した黒幕的存在。それどころかローウェル社が多くの未認可製剤の人体実験を日本で行い海外本社にそのデータを送ることまで黙認し、最終的には多額の賄賂にものをいわせて向精神薬として認可までこぎつけている（後に精神疾患の入院患者が異常行動の末に命を絶ったことでローウェル社は日本での薬剤販売を禁止され、厚生省・製薬会社・薬事審査会のほとんどが辞職するという前代未聞の事態となる）。
当時の黒幕からの圧力があったとはいえ高野をあっさりと裏切っただけでなく、戦争で敗北する前の日本の地位を取り戻すと言いつつ外国企業のために日本人を犠牲にする政策に関わるなど、国を憂える権力者とは言えない。彼が関わったとされるローウェル疑獄事件をはじめ、数多くの悪事に関わっており善人とはほど遠い存在。
- 名前の由来は当時、自民党で多大な影響力を持っていた小泉純一郎からである。

野村（のむら）
声 - 田中理恵
「東京」の人間で鷹野に終末作戦の実行を唆した張本人。
鷹野には「野村」と名乗っているが、これは偽名であると思われ、本名は不明（「東京」内部の同じ派閥（小説版では親中派とみられる派閥）との会話で「タカギ（高城）」と名乗っていたり官房長官には舞沢と名乗っていたこともある）。コードネームは「郭公」。
この物語の真の黒幕とされるが、竜騎士07によると、特定の思想を持たずに複数の陣営とつながるダブルもしくはトリプルスパイであり、「鷹野を美化するために作った都合のいい悪役」にすぎないともいう。
園崎 三郎（そのざき さぶろう）
声 - 廣田行生（アニメ） / 宮澤正（ドラマCD）
園崎家の一員。鹿骨市の県議会議員で、大石によると「（警察への圧力は）恫喝タイプ」。
「綿流し編」では興宮署に圧力をかけに来るが、「皆殺し編」では沙都子救出に一役買い、「祭囃し編」でも偶然ながら山狗の妨害を阻止する。
大高（おおたか）
声 - 石井康嗣（アニメ） / 小野健一（ドラマCD）
岐阜県警本部のエリート刑事（階級は警部）。
過去に大石に散々な目に遭わされただけでなく、自分よりもノンキャリアからの叩き上げの大石の方が警察内でも慕われていることもあり、大石のことを嫌っている。過去には剣道大会の賞状の用意を忘れ大石に泣きついて代筆を頼んだりしているが、他人に聞かれた際は大石がどうしてもやらせてほしいと言ってきたと答えるなど恩知らずな部分がある。
登場は「罪滅し編」からだが、アニメ版では「祭囃し編」のみの登場となる。
実は本人は気づいていないが警察内に存在する東京のスパイ（というより傀儡）で、鷹野の偽装殺人をロクな捜査をしなかったり、「祭囃し編」では梨花の死体を確かめるために興宮署に乗り込んだりもしている。
雲雀13
声 - 遊佐浩二（アニメ） / 安斉一博（祭）
ゲーム版「祭囃し編」に登場。「山狗」部隊の隊員で終盤で裏山に逃げた部活メンバーを追跡するが、沙都子との心理戦でトラップに嵌められてしまう。
アニメ「業」の「猫騙し編」にも登場。「うみねこのなく頃に」に登場する天草十三とそっくりな容姿をしている。
古手 桜花（ふるで おうか）
声 - 田村ゆかり
古手家の先祖。かつて「鬼狩柳桜」を用いて羽入を封じたと言われている。羽入の実の娘。
「澪尽し編」・「言祝し編」では父親の名前は古手陸とされている。
「祭囃し編」では普通の親子として古手家で羽入と共に暮らしていたが、「澪尽し編」・「言祝し編」では共に暮らしておらず、羽入も自分が母親だとは告げていなかった。
「澪尽し編」・「言祝し編」で描かれた容姿は古手梨花と瓜二つだが髪型が若干違い、梨花の揉み上げが長いのに対し、桜花の揉み上げは短い。
「祭囃し編」・「澪尽し編」では夫と子供がいることが明かされており、「言祝し編」では夫が公由家から婿入りした正次（しょうじ）、娘が風花（ふうか）という名前であるとされている。

## 漫画版に登場する人物

### 鬼曝し編
以下は角川書店刊『月刊コンプエース』で連載された番外編「鬼曝し編」で新規に登場する人物である。同作品をベースとするDS版「絆」の新規シナリオ「染伝し編」「影紡し編」のメインキャラクターでもある。
声優は主に「絆」のもの。夏美のみPS2版「祭」と「デイブレイク改」にも登場。
公由 夏美（きみよし なつみ）
声 - 水橋かおり
主人公。一年ほど前に興宮から都会へ引っ越してきた少女。
明るい性格で、そこそこ友達もいる。御三家の一つで、公由家の親族。髪が長く、いつもお団子ツインテールに結んでいる（「絆」の「澪尽し編」ではストレート・ロングになっている）。胸が小さいことを密かに気にしている。雛見沢村に関しては「ご先祖様の土地」ぐらいの愛着しか持っていない。
隣のクラスにいる暁のことが好きだったのだが、逆に彼に告白される。返事をしようとするが、雛見沢大災害など事件が重なりなかなか言うことができない。
自分自身無自覚ながら雛見沢症候群を発症し、家族全員を惨殺する。その時の記憶を母・春子が犯行を主導したかのように記憶していた。事件の真相が判明した後、病院で見舞いに来た暁を包丁で刺すが未遂に終わる。
後日談では一連の事件については心神喪失で無罪とされたらしく、親戚筋に引き取られた。後に暁と結婚、「藤堂夏美」となる。現在は病院に定期的に診察を受けながら暮らしている。事件当時の記憶を失い、自分の家族を殺したのは藤堂暁だと教えられ生きる目的をもらっているが、実際は事件の真相などを理解しており、暁の人生をめちゃくちゃにしてしまったことを後悔し、また同じような悲劇を繰り返さないように生きている。
「染伝し編」でも雛見沢症候群を発症し、家族全員を惨殺するが、その後症候群が末期を迎えてしまい、最後は暁の目の前で狂乱状態に陥ったまま喉を掻き毟り、そのまま息絶えた。
「影紡し編」では少々展開が異なり、中学時代に人間関係のトラブルを抱えた際、医師から与えられた薬物（かつてレナも服用していた赤いカプセル）を常用するようになったことで、家庭への不満や劣等感・嫉妬などの"黒い感情"が表に出ることがなく蓄積していき、薬の紛失によってそれが爆発した結果重度の雛見沢症候群と同じ状態になり凶行に及んだ、となっている。家族全員を惨殺した後保護され、一時"黒い感情"は抑えられていたが、同じく家族を惨殺した畠山あおいに感化されて再発し、警察署から逃走。暁との関係を邪魔したとして千紗登を殺害しようとするが、彼女の必死の説得やたしなめによって完全に自我を取り戻した。その後、赤いカプセルが通常認可が下りないほど強力な向精神薬であることが巴の遺した書類から判明したため、裁判で責任能力がなかったと判断され無罪となった。千紗登、暁、珠子らに支えられて社会復帰し、事件から5年後に暁と結婚する。
「絆」の「澪尽し編」では、赤いカプセルの正体が、かつて賄賂によって認可されたことが判明し販売中止になった過激な向精神薬に、雛見沢症候群の治療薬（C-103）のデータを加えて改良された未認可の薬であると明かされた。「解々し編」で知り合った巴を「お姉ちゃん」と呼ぶまで慕うようになるが、ふとしたことで千紗登たちとすれ違いが起こり夏美は「影紡し編」と同様の症状になりかけ、巴を襲うが「影紡し編」の記憶を思い出したため、自身の心の中で"黒い感情"を打ち破り、克服する。その後は裏では登場しないが、表で暁や千紗登、珠子と共に綿流し祭に来て魅音たちと会っている。
PS2版「祭」ではゲストキャラクターとして登場。通っている学校が創立記念日で休校となった際に両親・祖母と里帰りし、雛見沢で綿流し祭を見て回る。魅音や詩音、梨花とは面識があるらしい。出番は前半パートと「綿流し編」の電話のセリフ、「澪尽し編」で昏睡状態になった沙都子の代わりに綿流しのお祭りで遊ぶシーンのみだが、公式ガイドブックに「絆」で初出であるはずの発狂モードの表情が掲載されていたことなどから、開発中は今より多くの出番が予定されていたようである。
「染伝し編」では千紗登の紹介で、佐伯病院系列の介護センターでアルバイトを始める。
おまけなどに出てくるときは、かなり性格がはっちゃけており、「羞晒し編」の応援イラストでも圭一から「間違いなく御三家」だと言われている。
藤堂 暁（とうどう あきら）
声 - 日野聡
夏美の同級生で隣のクラス。夏美の友達である千紗登と珠子の幼馴染。
子供のころから絵がうまく、この高校にも美術の特待生としてこの高校に入っている。
夏美に告白するが、まだ返事は受けていない。夏美にたいしてなかなか積極的に行動できず、千紗登にヘタレと言われる。だが、夏美を守るという気持ちが強く、夏美の祖母の奇行を見て見ぬフリをしたり、夏美を大石たちからかばったりしている。だが、大石たちと共に事件の真相に近づくことになる。
後日談では大学卒業後、5年をかけて夏美を探し出し、本人の意思もあって親戚に軟禁状態でかくまわれていた夏美を連れ出し入籍する。現在は母校の助手をしながら絵の勉強をしている。
夏美に真実を隠し、事件の犯人は実は自分なのだと嘘をつき、彼女に生きる理由を与えて支えている。
「影紡し編」では上記の通り事件後早い時期から千紗登や珠子らと共に夏美に手を差し伸べ、回復し裁判でも無罪になった夏美と事件から5年後に結婚する。
佐伯 千紗登（さえき ちさと）
声 - 喜多村英梨、佐藤利奈（粋以降）
夏美の友達で暁の幼馴染。DS版絆の「影紡し編」の主人公の一人。
よく夏美に気がある発言をしては珠子にツッコまれている。だが、番外編では逆に夏美たちのツッコミを彼女が担当している。大病院のお嬢様。
「染伝し編」では「鬼曝し編」でお蔵入りとなった暁と夏美との確執も描かれている。実は佳織という妹がいたが、数年前に病によって失っている。千紗登が骨髄移植をすれば助かる可能性があったようで、怖気づいて移植に踏み切れなかったことを後悔している千紗登は、佳織の面影を夏美に見つけ、何があっても彼女の味方でいようと決意している。
「影紡し編」で夏美の暴走を止め、惨劇を回避した。喫茶店兼実家で働いている山科守のことを気に掛けている。
牧村 珠子（まきむら たまこ）
声 - 福井裕佳梨
夏美の友達で暁の幼馴染。少々ぽっちゃりした女の子で、千紗登のストッパーとして彼女の行き過ぎた行動を止めている。
公由 あき（きみよし あき）
声 - 谷育子
夏美の母方の祖母。夏美を可愛がっている。
雛見沢村出身でオヤシロさまに対する信仰心が非常に厚く、娘夫婦と共に転居することを頑なに拒んでいた。
雛見沢大災害の発生以降「オヤシロさまの祟り」を恐れて奇行に走り、魔除けで埋め尽くされた自宅の様子が週刊誌に掲載されてしまう。
公由 春子（きみよし はるこ）
声 - 平松晶子
夏美の母。大災害以降「オヤシロさまの祟り」を恐れる実母・あきの奇行がマスメディアに取り上げられて一家が周囲から奇異の目に曝されていることに気づいている。性格はしっかりしているが時折怖い場面もある。
公由 冬司（きみよし とうじ）
声 - 藤原啓治
夏美の父。婿養子のため、春子に頭が上がらない。ローンがありながらも念願のマイホームを手に入れ、家族と共に平穏な日々を送っている。
番外編では暴走する夏美たちを普通に流したりとなかなか肝が据わっている場面もある。

### 宵越し編
以下はスクウェア・エニックス刊『月刊Gファンタジー』で連載された番外編「宵越し編」で新規に登場する人物である。同作品をベースとするDS版「絆」の新規シナリオ「宵越し編」のメインキャラクターでもある。
乙部 彰（おとべ あきら）
声 - 宮田幸季
主人公。都会に憧れて都会での生活を満喫するが、後先を考えない金遣いの荒さにより大変な金額の借金を背負ってしまう。借金取りに追い回され友人たちにも愛想を尽かされるものの、大見得を切って都会へ出たため両親にも相談できず、練炭で命を絶とうとする集まりに参加して雛見沢を訪れる。
同行者が大金の持ち主であることを知り皆が命を絶った後でも自分だけ生き残るよう計画。その企みは成功し大金を下ろせる預金通帳を手に逃亡を図るものの地理に疎い雛見沢という地で迷ってしまう。雨の中でぬかるんだ地面に足を取られて崖から転落。そこへ通りかかった魅音と遭遇し「同行者とはぐれた」というとっさの嘘により雛見沢を脱出する活路を見出そうとする。
魅音曰く、24年前「鬼隠し」に遭って行方不明となった北条悟史に似た面影を持つらしい。
東京の大学に進学し、一人暮らしを始めるが多重債務に苦しみ大学を中退。以後、経済的にも精神的にも極限状態まで追い詰められ、自殺系サイトへ入り浸っていた。本当は自殺サイトで知り合った芥川、マチ、千秋と共に自殺するはずだったが、千秋が多額の預金のある銀行のクレジットカードを所持していたことを知り、死んだ振りをしてカードを盗み車から逃げ出した。
真実を知った魅音には軽蔑され厳しく窘められるが、魅音たちと知り合ったことで一生懸命生きることの大切さを知り、カードを千秋の元に返す。クライマックスでは、園崎組乗っ取り阻止のために活躍するまでになる。
荒川 龍ノ介（あらかわ りゅうのすけ）
声 - 前野智昭
「週刊セブン」編集部に出入りしているフリーライター。
心霊スポット特集で雛見沢を取り上げ、23年前の大災害を「オヤシロ様の祟り」とする説に疑問を呈する新説の真偽を確かめるべく現地取材を強行するが、車の中で練炭により一酸化炭素中毒死した複数人の死体を発見。救援を求めるべく灯りが点いていた古手神社の集会所へ駆け込み、乙部たちと遭遇する。
極度の見栄っ張りな臆病者だったが、次第に乙部たちと親しくなり、物語後半では怖じ気づくどころか毅然とした態度で乙部たちを援護している。
ラスト近くで雛見沢に関する一連の謎は解けたものの、記事にする際、魅音の件をどう説明するかで悩んでいる。
「絆」に収録された「宵越し編」では、ストーリーの都合上乙部に代わり主人公となっている。立ち絵は「奉」から登場。また、父・龍一も同じくフリーライターであり、「祟殺し編」のラストで登場した記者と同一人物であることが示唆された（「絆」の「宵越し編」での龍一は雛見沢大災害から生き残った人物を取材し、その十数年後水難事故で死亡している）。
十和田 八重（とわだ やえ）
声 - 新谷良子
閉鎖が解除された雛見沢に興味を持ち、同棲相手の工と車で訪れた女性。
就職せずに夢を追う工と心がすれ違い、日常的に暴力を振るわれていた。
精神的に追い詰められた末に工を雛見沢へ誘い出し、集会所で酔い潰れて眠っている工を殺害。その後、魅音たちに工を殺した犯人が自分であることを告白するが、工が就職先を見つけて二人の関係をやり直そうとしていたことを知り、殺害したことを後悔。魅音に諭され自分の選ぶべき道を考えた結果、自首をして新しい人生をやり直すと誓う。
黒澤 工（くろさわ たくみ）
声 - 石田彰
八重と同棲している男。大学時代に八重と付き合い始めた。プロのミュージシャンになることが夢。
八重の運転する車に同乗して雛見沢村を訪れ、古手神社の集会所でビールを飲み明かすが酔い覚ましに外へ出た際忽然と姿を消し、直後に集会所の布団の中から死体として発見される。死因は絞殺。
仲間がどんどん夢を諦め就職していく中で、近所の人間が「黒澤工は十和田八重のヒモ」と噂しているところに遭遇してしまい、それがきっかけで八重に暴力を振るうようになる。
八重から雛見沢への旅行に誘われたことをきっかけに、八重との関係を修復するため、夢を諦めて就職することを決意。就職先を見つけ、雛見沢への旅行に採用通知をこっそり持参していた。
芥川（あくたがわ）
乙部が乗って来た車を運転する初老の男性。
23年前の大災害発生時、雛見沢村だけでなく日本中で起きた騒動について昔語りをする。知人の借金を連帯保証人として肩代わりしていた。
千秋（ちあき）
芥川の運転する車に乙部と同乗していた若き未亡人。
資産家の夫に先立たれ、莫大な遺産を受け継いでいる。
「絆」ではフルネームは堀千秋（ほり ちあき）となっている。
マチ
芥川の運転する車に乙部と同乗していた若い女性。
他人には知られたくない過去を抱えているらしい。マチというハンドルネームは本名の「真知子」からとったもの。
「絆」では、家族全員を交通事故で亡くしたことになっている。
三船（みふね）
声 - 柴田秀勝
園崎組組長（魅音の父）の片腕だった男。組長の病死後、組の乗っ取りを画策し頭首代行であった茜（魅音の母）を謀殺。
魅音を狙い、徒党を組んで雛見沢村を急襲するが、最後は魅音（詩音）に刀で斬り殺される。
「ひぐらし令」では宵越し編と違い順当に2代目組長となっているが、園崎本家とは対立している。
組を継ぐ際、貫目を見せてもらうとして魅音と詩音と勝負するも惨敗し、罰ゲームでエンジェルモート制服で町中練り歩かされた。姉妹に組を継ぐ気がなかったからか結果的に三船が跡目を継ぐことは認められたが、晒しものにされた屈辱から園崎本家と絶縁した。
しかし魅音に再度敗れ、さらに圭一によって女装願望を暴かれかつそれを肯定された事で彼に心酔し、亀田同様圭一を「Ｋ」と呼び慕うようになった。

### 現壊し編
以下は角川書店刊『コンプエース』で連載された番外編「現壊し編」で新規に登場する人物である。
鳳 咲（おおとり さき）
瑞穂の前に現れた謎の少女。容姿・言動共に中性的。
謎の少女
詩音の前に現れた謎の双子。二人一組で行動している。カールしたロングヘアが特徴的。
住友 ゆかり（すみとも ゆかり）
詩音たちのクラス・1年花組の級長。瑞穂がクラスの平均点を下げていることに苛立っている。非常に真面目な性格で融通が利かない。
シスター・マリア
学園の風紀を担当しているシスター。

## 「絆」に登場する人物
以下はニンテンドーDS版「ひぐらしのなく頃に絆」で新規に登場する人物である。ここに記載されていない人物については外伝「鬼曝し編」の登場人物、「宵越し編」の登場人物と共通であるため、当該項目も参照のこと。
南井 巴（みない ともえ）
声 - 井ノ上奈々
第一巻より登場。「解々し編」の主人公で、「ひぐらしのなく頃に絆」における重要人物の一人。垣内署・刑事一課所属の女刑事（階級は警部）。第四巻では警視庁広報室所属となっている。29歳。
良く言えば職務に忠実、悪く言えば融通が利かない頑固一徹な性格。一方で度を越した大食漢であり、好物のハンバーガーなら10数個、ケーキならホールで4つは軽く平らげてしまう。エンジェルモートからはブラックリストとはまた別の要注意人物として恐れられている。
実は本名は「南井ともえ」（名前がひらがな表記）。警察官になる際に父親が希望していた漢字の名前に変えた。
妹のまどかが上司の山沖と婚約していることで、将来は上司が義弟になることを非常に嫌悪している。これについて触れることは一種のタブー扱いで、触れられるとキャラが崩壊するほど取り乱す。結婚自体は内心では反対しているわけではない。
「影紡し編」では、岐阜県で起きた焼殺体の事件の身元確認を行った歯医者もしくは岐阜県警から垣内署に戻る際、何者かに刺され、「しろ、ないちょう」というダイイングメッセージを残し死亡。襲撃の際に荷物を奪われたが、まどか名義の通帳は最後まで離さず守り通した。
「解解し編」では渚から依頼を受け、渚の恋人の死の真相を探ることになり、雛見沢へ赴く。その結果を伝えた後、レナと仲直りするためにレナの居場所を尋ねてきた渚にレナの居場所を教えるもその帰りに渚は拉致された後に死亡してしまう。敵討ちとばかりに渚を殺害した犯人を追おうとするも、その背後にある「アルファベットプロジェクト」と関わることの危険性を感じた山沖に広報部へ飛ばされてしまい失意に打ちひしがれるが、その矢先に現れた羽入の言葉で奮起。広報部という現場を生かした独自の捜査方法を引っさげて再び事件の真相に迫っていく。
続く「澪尽し編・裏」でははじめは似た人物に襲われたことからレナに疑いをかけていたが、夏見の事件とレナ本人に会ってその協力を得たことで誤解を解いてアルファベットプロジェクトの首魁である千葉明彦、そして父の仇である花田史郎にたどり着く。直前で麻取の捜査で切り札を失い、捨て身のプラシル取引現場の垣内空港自衛隊基地へ強行を単独で行おうとするが、彼女の正義心に当てられた同僚、上司他組織ほとんどが彼女につき、取引現場の一斉捜査に踏み込む。花田は最後に輸送機で逃亡を図るも捨て身で車を突っ込ませて阻止。奇跡的にドアが開いて重症を負うものの命は取り止め、ついに花田を逮捕。後日千葉も逮捕され、12年に渡る因縁に決着をつけた。「澪尽し編・表」では直接雛見沢の一件にかかわることはなかったが、大石に偽装逮捕された詩音の身柄を確保しに来た大高に先んじて確保し、解決に貢献した。その後はこの強制捜査の責任を問われて茨城県警警察学校の教官への降格人事となった。
平成の世界では、赤坂衛の大学の先輩である反町という男と結婚している（反町と病死した先妻との間の子供が、美雪の夫にあたる反町雄一である）。
実は「祭」にもTIPSにのみだが登場している。しかし、グラフィックは用意されていない（音声はある）。
「命」の平成編にも登場。時代は平成5年であり、39歳。警察博物館（警視広報センター）の館長を務めている。
藤田 慎吾（ふじた しんご）
声 - 千葉進歩
第一巻より登場（音声と立ち絵の実装は第二巻より）。巴の部下。なにかとあごでこき使われている。既婚者。
南井 まどか（みない まどか）
声 - 下田麻美
第二巻より登場（第一巻ではTIPSのみの登場。グラフィックは無し）。巴の妹で、姉と同じく警察官。
かつてはキャバクラでホステスとして働いていた。姉とは対照的に楽天家。実は「鬼曝し編」にも少しだけ登場している。
山沖 薫（やまおき かおる）
声 - 若本規夫
第二巻より登場。垣内署の署長。57歳。
まどかの婚約者だが、年齢はかなり離れている。外見に似合わずお茶目なところがあるが、署長らしく厳しい表情も時折見せる。大石とは気が合うが、巴とはあまり気が合わない。
花田 史郎（はなだ しろう）
声 - 間島淳司
第二巻より登場（立ち絵の実装は第四巻のみ）。巴の部下で藤田の同期。
巴とまどかの両親を殺害し、渚を拉致して結果的に死に追いやった張本人。本名は滝口 史郎（たきぐち しろう）。
過去の事件において唯一の肉親だった兄が巴たちの父親に射殺され、路頭に迷ったところを千葉厚生大臣に拾われて裏稼業に身を染めることになった。
自分から兄を奪った南井家の人間、特に火事から生き残り父と同じく刑事となった巴に対して敵意を燃やすが、内通者として潜りこんだ刑事一課で巴や藤田らと過ごした日々に充実感も感じており、複雑な思いを抱えている。
畠山 一馬（はたけやま かずま）
第一巻より登場。夏美のバイト先である、介護福祉センターにいる雛見沢出身の老人。
畠山 あおい（はたけやま あおい）
声 - 平石恵
第二巻より登場。10歳。畠山一馬の孫で、畠山一家惨殺事件の生き残り。警察によって保護され、現在入院中。
畠山一家惨殺事件の真犯人。
雛見沢という土地を嫌っており、さらに一度精神疾患を引き起こしたため夏美と同じ薬を服用。その結果、夏美と同様に黒い感情が爆発。父親に撃ち方を教わったライフルで一家全員を射殺する。
反町 美雪（そりまち みゆき）
声 - 沢城みゆき
第三巻より登場。飄々とした女性ライター。
フリーライターとして登場するが、その実態は組対四課に所属する警察である。
赤坂衛の娘である赤坂美雪と同一人物であり、既婚者。
義母にあたる巴は、警察学校時代の恩師であり、両親の次に尊敬している。
尾崎 渚（おざき なぎさ）
声 - 仁後真耶子
第三巻より登場。茨城出身だったが、とある事情から垣内に移住した少女で、巴とは顔なじみ。
レナがかつて起こした傷害事件の被害者の一人は、彼女の彼氏である。昔は明るかったらしい。レナは小さいころからの親友で、現在の彼氏とはレナの仲介で恋仲になった。
レナと再会の約束をしていた日に花田に拉致される。
意識を取り戻した車内で抵抗し、体当たりでドアを破ったもののそのまま道路に転落、不運にも後続のトラックに轢かれて事故死してしまう。しかし、この時破ったドアが巴の命を救い、彼女が持っていた花の種が車内に落ちていたことが重要な証拠となり、花田を自供に追い込んだ。
塚田 理（つかだ　おさむ）
声 - 中村悠一
第三巻より登場。与党の重鎮である千葉昭彦議員の秘書を務める。巴の高校時代の部活の先輩。
荒川 龍一（あらかわ　りゅういち）
第一巻より登場（直接登場するのは第四巻のみ）。協定を無視した強引な取材を行う記者。
「絆」の「宵越し編」では、「祟殺し編」のラストで雛見沢大災害を生き残った圭一にインタビューを行った記者と同一人物であることが示唆されている。
第二巻には、オカルト特集で雛見沢の記事を書いた記者として名前だけ出ている。第三巻に登場する荒川龍之介の父親。第四巻で、巴の上司である前野の「情報屋」をやっていることが明らかになる。
千葉 昭彦（ちば　あきひこ）
声 - 納谷六朗
第三巻より登場。前厚生大臣（昭和57年時点では現職）。アルファベットプロジェクトで私腹を肥やすことを企む中心人物。
もとは奥野同様小泉の腰巾着で、政敵かつ自身より有能だった官僚にローウェル事件の罪を被せたり、自身の子を身ごもった愛人を結婚という形で花田に押しつけるなど俗悪かつ小泉なみに女癖が悪い人物。
最後には秘書の塚田が巴に託した証拠がもとで東京地方検察庁特捜部の反町隆志検事正に逮捕される。
ハィ＝リューン・イェアソムール・ジェダ
声 - 堀江由衣
羽入の過去の姿。崩壊した「リューンの世界」から五次元の壁を越え（簡単に言うとパラレルワールドの向こう側から）この世界にやってきた「リューンの民」の一人。
「リューンの民」の半数がこの世界にやってくる際に肉体を失い精神体となった中で、元の肉体と精神を維持したままこの世界にやってきた「純血」と呼ばれる存在。この世界の先住民（人間）と共存することを望み、掟を破って人間に害をなす「混血（「リューンの民」の精神体が人間に取り憑いたもの）」を倒すことを目的として各地を放浪していた。
陸と結婚し人として生きることを決めるが、ある事件によって陸を失い、自らも深い傷を負って普通の人間には知覚できない存在となってしまう。
陸の死から数年後に鬼ヶ淵村に戻り、桜花が自分を知覚できることに気付いたため、自らが母親であることを隠し影から見守っていた。
古手 陸（ふるで りく）
声 - 関智一
まだ鬼ヶ淵村と呼ばれていたころの太古の雛見沢にて、生まれて間もないころ「混血」の鬼ヶ淵村襲撃に巻き込まれたところをハィ＝リューン・イェアソムール・ジェダに救われ、古手神社の神主の養子となり成長した青年。
ジェダに「羽入」という名を与え、彼女と結婚し娘を儲けたが、邪悪な意思を持った「純血」の起こした事件により命を落とす。
誠実な人柄で村人からも信頼されているが、実は強烈な巫女服フェチであり、一度巫女服について語り出すと止まらない。羽入曰く「口先の妖術使い」。現在の羽入が着ている改造巫女服も元は陸の趣味によるもの。
公由 志乃（きみよし しの）
声 - 前田愛
陸の幼馴染であり、代々村の村長を務める公由家の人間。
古手家に居候することになった羽入に家事などを教え、彼女の頭に角があることを知ってもなお、変わらず友人として接する。
陸の死後、羽入の娘・桜花が自らの意思で古手神社で一人暮らしを始めるまでの間、彼女を育てた。その後、次男・正次と桜花が結婚したため、彼女の義母となる。
羽入を受け入れたように、本来は村の外の人間にも寛容で優しい性格なのだが、桜花の成長後は陸や羽入を救えなかった後悔からよそ者を拒絶する態度を取り続けているため、魔央とは仲が良くない。
園崎 魔央（そのざき まお）
声 - 井上麻里奈
陸の死後、村の外から園崎家に嫁入りしてきた女性であり、とある宿場町の任侠の親分の一人娘。
よそ者である自分を受け入れてくれた桜花を妹のようにかわがっているが、志乃とは仲が良くない。
盗人に対してわざと村人の前で残虐な拷問を行い、それを桜花に止めさせることで盗みの抑止と共に桜花の求心力を強めようとするなど、後の園崎お魎に通じる部分を持つ。
取扱説明書では「麻央」という表記になっている。

## 携帯アプリ版のみに登場する人物

### 本編
以下はタイトーが配信しているiアプリ版およびEZアプリ（BREW）版の本編に追加された人物である。
牧野 沁子（まきの しみこ）
セブンスマート店員。
原作では「暇潰し編」の時点で、妙子と呼ばれる女性と共に園崎本家の家政婦をしていることがTIPSで述べられている。
公由 真由美（きみよし まゆみ）
村役場（実際は鹿骨市の支所ないし出張所）の職員。

### 贄捜し編・心崩し編
以下はドワンゴ・携帯ゲーム百選で配信されている番外編「贄捜し編」（にえさがしへん）およびその解答編「心崩し編」（こころくずしへん）の登場人物である。キャラクターデザイン・沼崎涼子。
梶原 稔（かじわら みのる）
「贄捜し編」の主人公。元警察官の私立探偵。行方不明になった雑誌記者の消息を調べて欲しいと編集長の川島から依頼され、強引に付いて来た川島を連れて雛見沢村へ向かう。
正規ルート（唯一エンディングでスタッフロールが流れる）では鈴山の行方を追うなかで連続怪死事件の詳細や部活メンバーの過去を知り、疑心暗鬼から雛見沢症候群を発症し古手梨花と村人数名を殺害する。その直後に何者かに拉致され、雛見沢大災害（終末作戦）から奇跡的に生還したものの記憶を失う。
鈴山 恵子（すずやま けいこ）
27歳。活発そうな、若手の雑誌記者。
昭和54年にダム工事現場で発生したバラバラ殺人事件の真相を探るべく雛見沢村で取材を行っていたが、3週間前に消息を絶った。5月6日 - 19日までの2週間、興宮の旅館「ひのきばやし」に宿泊していたが、チェックアウトは電話でしており「荷物は捨ててくれ」と伝言したという。
川島 正則（かわしま まさのり）
43歳・雑誌編集長。雛見沢村へ取材に行ったきり行方不明になった恵子の捜索を、梶原に依頼する。
大柄な体格で強面だがオカマっぽい容姿・言動をしており、怪しい関西弁のオカマ言葉で話す。梶原を気に入ったのか、事あるごとに積極的に迫ってくる。
猪上 若葉（いのうえ わかば）
「心崩し編」の主人公。雛見沢分校のクラスメイトで、梨花・沙都子と同学年。
両親を交通事故で亡くし、遠縁の親戚を自称する養父・博文と2人で暮らしている。ほとんどの村民が鈴山の取材活動を警戒する中で唯一仲良くなるが、鈴山の失踪以降は塞ぎ込んでいる。
鈴山の失踪に博文が関係しているのではないかという疑いから雛見沢症候群を発症し、梨花や博文の死体を発見したことで末期状態に陥り、裕美を殺害後死亡する。
猪上 博文（いのうえ ひろふみ）
42歳。交通事故で亡くなった若葉の実父・誠の遠縁の親戚を自称し、若葉の養父となる。
実は入江機関のメンバーで、雛見沢村への侵入者を監視している。鈴山と梶原への対処を終えた後に、若葉を養女として引き取るつもりであった。梶原が梨花を殺害した際、他の村人数名と共に殺害される。
鹿納 知代（かのう ともよ）
35歳。博文の仕事仲間で、娘の裕美を連れて毎朝、猪上家を訪れる。
入江機関メンバー。普段は興宮に滞在しており、鈴山と梶原への対処を終えた後に、博文と結婚するつもりであった。
鹿納 裕美（かのう ゆみ）
知代の娘で、魅音と同い年。母と博文の結婚には賛成しているが、博文の養女である若葉がその障害になっているとの思い込みから執拗ないじめを繰り返している。
入江機関の正規メンバーではないが、学校には通わず母の仕事を手伝っている。そのため、博文が実際は猪上家の遠縁の親戚筋ではないことも承知している。梨花の死亡後、末期発症した若葉を発見し殺害しようとしたが、返り討ちに遭い死亡する。
西田（にしだ）
観光案内所の職員。

## 「奉」に登場する人物
采（うね）
声 - 洲崎綾
「ひぐらしアウトブレイク～神姦し編～」に登場。惨劇の雛見沢に偶然居合わせた少女。
田村媛命（たむらひめのみこと）
声 - 南條愛乃
「ひぐらしアウトブレイク～神姦し編～」に登場。羽入と同じ人ならざるものたちの長で、羽入よりも長くこの地にいる。
「命」ではナビゲーションキャラクターとして登場。

## 「Pひぐらしのなく頃に～廻～」に登場する人物
西園寺 雅（さいおんじ みやび）
声 - 不明（廻） / 木村珠莉（命）
「廻」オリジナルキャラクター。「命」にも登場する。

## 「命」に登場する人物
公由 一穂（きみよし かずほ）
声 - 相良茉優
旧雛見沢村の村長・公由喜一郎の孫娘。昭和58年の大災害で家族を失ったため、親戚からの支援のもとで寮生活を送っている。
赤坂 美雪（あかさか みゆき）
声 - 沢城みゆき
赤坂衛の娘。父親譲りの洞察力と推理力を持つ。
鳳谷 菜央（ほうたに なお）
声 - 高橋李依
東京からやってきた少女。レナの異父妹。
川田 碧（かわた みどり）
ルポライター。
黒沢 千雨（くろさわ ちさめ）
声 - M・A・O
美雪の親友。
古手 絢花（ふるで あやか）
古手梨花死後の古手家当主。西園寺家からの養子であり、元の名は西園寺 絢。
比護（ひご）
南井巴の部下で警察博物館の職員。

## テレビドラマ版のみに登場する人物
以下はBSスカパー!で放送されたテレビドラマ版「ひぐらしのなく頃に」で新規に登場する人物である。
謎の少女
演 - 高倉萌香
詳細不明。
園崎 善朗（そのざき よしろう）
演 - 関口あきら（テレビドラマ版）
原作にも登場するおもちゃ屋の店主だが、原作のエンジェルモートの店主「園崎義郎」とは別人である。

## 「業」「卒」に登場する人物
以下はテレビアニメ「ひぐらしのなく頃に業」「ひぐらしのなく頃に卒」で新規に登場する人物である。
エウア
声 - 日髙のり子
初登場はアニメ「ひぐらしのなく頃に業」の「郷壊し編」。
元々名前は無く、名付ける際に悩んだ沙都子が発した唸り声で決めてしまう。
古手神社の異空間に迷い込んだ沙都子に力を貸し、繰り返す者としての自覚を促して彼女が引き起こす惨劇を観賞した。いわば、「業/卒」における真の黒幕といえる。
村で崇拝されている「オヤシロさま」であり、詳細は不明だが同じく「オヤシロさま」とされる羽入のオリジナルを名乗っている。梨花のことを「猫」と、羽入のことを「角」と呼ぶ。また羽入に関しては、「出来損ない」「我が分身」とも呼んでいる。
その容姿は『うみねこのなく頃に』に登場するフェザリーヌ・アウグストゥス・アウローラに似ているが、両者の関係は不明。